# Моуринью, Жозе
Жозе́ Ма́риу душ Са́нтуш Моури́нью Фе́лиш (порт. José Mário dos Santos Mourinho Félix; португальское произношение: [ʒuˈzɛ moˈɾiɲu]; род. 26 января 1963[…], Сетубал, Сетубал) — португальский футбольный тренер, ранее выступавший как футболист на позиции полузащитника. Главный тренер турецкого клуба «Фенербахче». Считается одним из величайших тренеров и одним из самых титулованных специалистов в истории.
Сын футбольного вратаря и тренера Фелиша Моуринью. После не очень успешной карьеры полузащитника в португальских лигах перешёл на тренерскую работу, сначала в качестве переводчика другого тренера — англичанина Бобби Робсона, работавшего в Португалии в качестве тренера клубов «Спортинге» и «Порту», а затем добился успеха в качестве помощника в «Барселоне» как при Робсоне, так и при его преемнике Луи ван Гале. После впечатляющей работы в «Бенфике» и «Униан Лейрии» вернулся в «Порту» в качестве тренера в 2002 году, дважды выиграв чемпионат, Кубок Португалии, Кубок УЕФА и Лигу чемпионов УЕФА, что стало первым титулом «Порту» в еврокубках с 1987 года. Этот успех обеспечил ему переезд в Англию в 2004 году в «Челси», где он выиграл два титула Премьер-лиги, Кубок Англии и два Кубка лиги за три сезона работы в клубе, а в 2007 году покинул клуб на фоне сообщений о разногласиях с владельцем клуба Романом Абрамовичем.
В 2008 году перешёл в итальянский клуб «Интернационале», где дважды выиграл Серию А, включая европейский требл — Серию А, Кубок Италии и Лигу чемпионов в 2010 году, что стало первым для итальянского клуба. Это сделало его одним из пяти тренеров, выигравших Кубок Европы с двумя клубами, а позднее в том же году принесло ему первое звание лучшего тренера года по версии ФИФА. Затем перешёл в мадридский «Реал», где в сезоне 2011/12 выиграл Ла Лигу с рекордным количеством очков, став пятым тренером, выигравшим титулы чемпионов в четырёх странах. Также выиграл Кубок Испании и Суперкубок Испании.
В 2013 году покинул «Реал Мадрид» и вернулся в «Челси», где выиграл ещё один титул чемпиона и Кубок лиги, но был уволен в 2015 году после неудачного выступления. В 2016 году был назначен в «Манчестер Юнайтед» и в свой первый сезон выиграл Лигу Европы УЕФА, Кубок лиги и Суперкубок Англии. В 2018 году, после неудачного выступления «Манчестер Юнайтед» в чемпионате, он был уволен. В 2019 году он стал тренером «Тоттенхэм Хотспур», а в 2021 году был уволен, впервые с 2002 года покинув клуб, не выиграв ни одного трофея. Вскоре был принят на работу в «Рому», с которой в первом же сезоне стал обладателем впервые разыгранной Лиги конференций УЕФА. Победив в этом турнире, стал первым в истории тренером, кому удалось взять еврокубки с четырьмя разными клубами.
В 2015 году Португальская футбольная федерация признала его лучшим тренером века, и он стал первым тренером, потратившим на трансферы более 1 миллиарда фунтов стерлингов. Благодаря своим тактическим знаниям, харизматичной и противоречивой личности, а также репутации человека, для которого результаты важнее привлекательного футбола, он вызвал сравнения, как со стороны поклонников, так и критиков, с аргентинским тренером Эленио Эррерой. Кавалер ордена Инфанта дона Энрики. В начале 2017 года УЕФА включила его в список десяти величайших тренеров европейского футбола с момента основания организации в 1954 году.

## Биография

### Ранние годы и образование
Родился 26 января 1963 года в Сетубале в семье Фелиша Моуринью и Марии Жулии Моуринью. Его отец был футболистом, выступал за клубы «Белененсиш» и «Витория» Сетубал и сыграл 1 матч в составе сборной Португалии. Его мать была учительницей начальной школы. Она была из богатой семьи: её дядя финансировал постройку футбольного стадиона «Витории». Однако кончина Антониу Салазара и падение режима «Нового государства» привели к банкротству семьи, потерявшей всю свою собственность, кроме нескольких объектов недвижимости в Палмеле.
С ранних лет Жозе полюбил футбол, а его отец ещё в то время часто удивлялся уровню понимания игры сыном. Несмотря на это, Жозе проводил мало времени с отцом, занятым на играх и тренировках. Жозе даже приходилось ездить на матчи отца, чтобы увидеть его «живьём». Когда Фелиш стал тренером, он часто приглашал Жозе на тренировки своей команды, с условием, что тот будет хорошо учиться.
Моуринью также хотел стать футболистом. Он пошёл в футбольную школу «Белененсиша». Затем играл в молодёжных командах «Риу Аве», «Белененсиша», «Сезимбры» и «Комерсиу и Индустрии», однако не смог стать профессиональным игроком из-за нехватки необходимых навыков. Осознав, что не сможет сделать карьеру профессионального футболиста, он решил стать футбольным тренером. Его мать не разделяла увлечения сына и направила Жозе в бизнес-школу. Моуринью пришёл в школу на факультет менеджмента, но в первый же день покинул её, сказав: «Извините, но это не для меня. Там нужно носить пиджак с галстуком, а мне нравятся только спортивные костюмы». Жозе решил сосредоточиться на обучении в Институте физического воспитания (порт. Instituto Superior de Educação Física), учебном заведении Лиссабона, где он изучал спортивную науку. Срок его учёбы составил пять лет, и Жозе получал хорошие оценки на протяжении всего периода обучения. После посещения курсов, проведённых шотландской футбольной ассоциацией, тренер Энди Роксбург отметил внимание Моуринью к деталям. В то время Жозе стремился пересмотреть роль тренера в футболе, смешивая тренировки и занятия по теории с мотивационными и психологическими методами.

## Карьера помощника тренера
После недолгого периода работы школьным тренером в «Витории» (Сетубал) Моуринью начал искать возможность тренировать на профессиональном уровне. Он пришёл в клуб «Эштрела» (Амадора), где занял пост ассистента главного тренера. В 1992 году он перешёл в клуб «Спортинг», где стал, благодаря своему знанию английского языка, переводчиком главного тренера команды, Бобби Робсона. Его презентация состоялась 7 июля вместе с президентом Соузой Синтрой, тренером Робсоном и Мануэлем Фернандешем. Моуринью начал обсуждать тактику и тренерскую работу с Робсоном в роли переводчика. В декабре 1993 года Робсон был уволен из клуба.
В 1993 году, когда Робсон возглавил «Порту», Моуринью продолжил работать с ним в качестве переводчика и тренера. Его команда, состоящая из таких игроков, как Любинко Друлович, Домингуш, Руй Барруш, Жорже Кошта и Витор Баия, в последующие годы стала доминировать в португальском футболе. С Робсоном в качестве главного тренера и Моуринью в качестве его помощника «Порту» дошёл до полуфинала Лиги чемпионов 1993/94, выиграл Кубок Португалии 1993/94, чемпионат Португалии 1994/95 и 1995/96, а также Суперкубок Португалии 1994, 1995 и 1996 годов, причём последний был выигран со счётом 5:0 у заклятых соперников — «Бенфики» — в последней игре Робсона в «Порту» перед переходом в «Барселону», за что Робсон получил в Португалии прозвище «Бобби 5-0».

### «Барселона»
В 1996 году сэр Бобби Робсон был назначен главным тренером «Барселоны». С собой в качестве ассистента он взял Жозе Моуринью. Моуринью и его семья переехали в Барселону, и он постепенно стал заметной фигурой в штате клуба, переводя на пресс-конференциях, планируя тренировки и помогая игрокам тактическими советами и анализом соперника. Стили Робсона и Моуринью дополняли друг друга: англичанин предпочитал атакующий стиль, а Моуриньо — оборонительный, а любовь португальца к планированию и тренировкам сочеталась с прямым руководством Робсона. Атаку «Барселоны» возглавлял Роналдо, которого португалец считал лучшим игроком после Диего Марадоны. В сезоне 1996/97 «Барселона» выиграла все турниры, в которых участвовала, кроме чемпионата Испании, уступив титул мадридскому «Реалу». После этого руководство каталонского клуба сменило Робсона на Луи ван Гала, и Моуринью остался в качестве ассистента голландского тренера. Позже португалец вспоминал, какое влияние оказал на него Робсон:
Одна из самых важных вещей, которой я научился у Бобби Робсона, это то, что когда ты выигрываешь, то не должен считать себя лучшим. И наоборот, когда проигрываешь, нельзя считать себя никем.
Моуринью начал работать с преемником Робсона, Луи ван Галом, и многое почерпнул из стиля голландца. Ассистент и главный тренер объединили свой тщательный подход к игре, и «Барселона» дважды выиграла чемпионат в первые два года работы ван Гала на посту тренера. Голландец увидел, что его ассистент способен стать чем-то большим, чем просто квалифицированным помощником. Он позволил Моуринью выработать свой собственный независимый тренерский стиль и доверил ему тренерские обязанности в «Барселоне Б». Ван Гал также позволял Моуриньо отвечать за первую команду (сам выступая в роли помощника) при завоевании определённых трофеев, например, Кубка Каталонии, который португалец выиграл в 2000 году.

## Тренерская карьера

### «Бенфика» и «Лейрия»
Когда «Бенфика» уволила своего тренера немца Юппа Хайнкеса в сентябре 2000 года, Моуринью был назначен в качестве его преемника. Но это был краткосрочный дебют. Специалист рассорился с советом директоров в самом начале, когда отказался от предложения руководства клуба назначить тренера молодёжки сборной Португалии до 21 года Жезуалду Феррейру своим ассистентом. Он отдал предпочтение бывшему защитнику «Бенфики» Карлосу Мозеру. Жозе Моуринью вспоминает:
Когда я поговорил с ван Галом о возможности возвращения в Португалию, чтобы занять должность ассистента, он сказал: «Нет. Не стоит. Скажи «Бенфике», что согласен, если они хотят, чтобы ты возглавил их команду, но если они захотят видеть тебя в качестве ассистента — откажись».
Португалец был весьма критичен по отношению к Феррейре, с которым он впервые столкнулся как со своим учителем в институте, и позже обрушился на тренера-ветерана со словами: «Это похоже на историю про осла, который пашет 30 лет, но все равно никогда не станет лошадью». Через пару недель на новом посту Моуринью связался со своим бывшим наставником Бобби Робсоном. Робсон только принял предложение возглавить «Ньюкасл Юнайтед» и хотел, чтобы Жозе стал его помощником. Он так хотел, чтобы они вновь начали работать, что даже предложил отступить в сторону, чтобы через два года Моуринью возглавил клуб. Португалец устоял перед искушением воссоединиться со своим наставником, полагая, что опытному англичанину, которому тогда было уже далеко за 60, будет очень трудно отказаться от руководства клубом, который он поддерживал с самого детства.
Первый матч состоялся 23 сентября 2000 года на «Эштадиу Бесса» против «Боавишты», в котором «Бенфика» проиграла со счётом 0:1. Моуринью и Мозер оказались успешным дуэтом, одержав победу в дерби над «Спортингом» (3:0) в декабре. Однако их руководство оказалось под угрозой после того, как выборы в «Бенфике» обернулись против президента клуба Жуана Вали-и-Азеведу, а вновь избранный Мануэль Вилариньо заявил, что назначит новым тренером бывшего игрока «орлов» Тони. Хотя Вилариньо не собирался увольнять его немедленно, тренер использовал победу над «Спортингом», чтобы проверить лояльность президента, и попросил продлить контракт. Президент отказал ему, и Моуринью немедленно подал в отставку. Он покинул клуб 5 декабря 2000 года, проведя всего девять матчей в чемпионате. Позднее Вилариньо сожалел о своём неверном решении и выражал разочарование в связи с потерей Моуринью:
[Верните меня] в то время, [и] я бы поступил с точностью до наоборот: Я бы продлил его контракт. Только позже я понял, что нельзя ставить свою личность и гордость выше интересов организации, которому мы служим.
В июле 2001 года Жозе Моуринью возглавил клуб «Униан Лейрия». Во время его работы в «Лейрии» команда была на подъёме, занимая третье и четвёртое места. После ничьей с «Санта-Кларой» (1:1) 20 января 2002 года Моуринью записал на свой счёт восемь матчей без поражений в чемпионате (шесть побед, две ничьи) с 25 ноября 2001 года. Команда занимала 4-е место, опережая «Порту» на одно очко, отставая от «Бенфики» на одно очко и на шесть очков от верхней части турнирной таблицы. Успехи тренера в «Лейрии» не остались незамеченными, и он привлёк внимание более крупных португальских клубов.

### «Порту»
23 января 2002 года Моуринью подписал контракт с «Порту» на 3 года. В то время клуб занимал 5-е место в чемпионате (уступая «Спортингу», «Боавиште», «Униану Лейрии» и «Бенфике»), был выбит из Кубка Португалии и занимал последнее место во втором групповом этапе Лиги чемпионов 2001/02. В том году тренер привёл команду к 3-му месту после сильной серии из 15 игр (включая 11 побед) и дал обещание «сделать „Порту“ чемпионом в следующем году».
Он быстро определил несколько ключевых игроков, которые, по его мнению, стали основой идеальной команды «Порту»: Виктор Баия, Рикарду Карвалью, Коштинья, Деку, Дмитрий Аленичев и Элдер Поштига. Он вернул бывшего капитана Жорже Кошту после полугодовой аренды в «Чарльтон Атлетик». Из других клубов были подписаны Нуну Валенте и Дерлей из «Униан Лейрии», Паулу Феррейра из «Витории Сетубал», Педру Эмануэл из «Боавишты», а также Эдгарас Янкаускас и Манише, у которых закончился контракт в «Бенфике».

#### Первый чемпионский титул и европейский «требл» (2002—2003)
Во время предсезонки португальский специалист размещал подробные отчёты о тренировках команды на клубном сайте. Отчёты были наполнены формальной лексикой, например, он называл 20-километровый кросс «продолжительным аэробным упражнением». Одним из ключевых аспектов игры «Порту» времён Моуринью была игра в прессинг, которая начиналась в линии нападения и получила название «высокий прессинг» (порт. pressão alta). Физические и бойцовские качества защитников и полузащитников команды позволяли португальскому клубу оказывать давление с линии атаки и заставляли соперников либо пропускать мяч, либо пытаться делать длинные и неуверенные передачи.
В 2003 году Моуринью выиграл свой первый чемпионат Португалии с результатом 27-5-2, на 11 очков опередив «Бенфику», команду, из которой он ушёл двумя годами ранее. Общее количество очков — 86 из максимально возможных 102 — было рекордом Португалии до сезона 2015/16, выигранного «Бенфикой» (88 очков), поскольку было введено правило трёх очков за победу. Тренер также выиграл Кубок Португалии, победив в финале бывший клуб «Лейрия», и финал Кубка УЕФА против «Селтика», оба в мае 2003 года.

#### Последний сезон и чудо в Лиге чемпионов (2003—2004)
Следующий сезон ознаменовался новыми успехами: он привёл «Порту» к победе в Суперкубке Португалии, обыграв «Лейрию» со счётом 1:0. Однако в Суперкубке УЕФА они проиграли «Милану» (0:1), единственный гол забил Андрей Шевченко. Команда доминировала в чемпионате и закончила сезон с идеальным домашним рекордом, преимуществом в восемь очков и непобедимой серией, которая закончилась только против «Жил Висенте»; за пять недель до конца сезона они завоевали титул. В мае 2004 года «Порту» проиграл «Бенфике» финал Кубка Португалии 2004 года, но две недели спустя Моуринью выиграл более значимый турнир — Лигу чемпионов, победив «Монако» в Германии со счётом 3:0. Клуб выбил «Манчестер Юнайтед», «Лион» и «Депортиво Ла-Корунья», а единственное поражение в турнире потерпел от «Реала» в групповом раунде.
В первом матче между «Манчестер Юнайтед» и «Порту» тренер «Юнайтед» Алекс Фергюсон столкнулся с Моуринью после того, как Рой Кин получил красную карточку за удар Витора Байи. Во втором матче на «Олд Траффорд» «Порту» был на грани поражения в гостях, когда Коштинья забил гол на 89-й минуте и выиграл матч. Моуринью ярко отпраздновал этот гол, покинув свою бровку, ударяя кулаками по воздуху, когда он бежал по боковой линии рядом со своими празднующими игроками — это драматическое празднование считается моментом, когда Моуринью заявил о себе в игре. Победа «Порту» Моуринью над «Юнайтед» Фергюсона стала преддверием его перехода в Премьер-лигу для руководства «Челси», где между ними установились конкурентные, но уважительные отношения. В 2005 году, после того как «Челси» завоевал титул чемпиона Премьер-лиги, Фергюсон попросил своих игроков сформировать почётный коридор на следующей игре «Челси» на «Олд Траффорд», и Моуринью вернул ему эту услугу в 2007 году на «Стэмфорд Бридж» после того, как команда Фергюсона стала чемпионом.
«Ливерпуль» — команда, которая интересует всех, а «Челси» меня не так сильно интересует, потому что это новый проект, в который вложено много денег. Если клубу не удастся всё выиграть, то [Роман] Абрамович может уйти и забрать деньги из клуба. Так что это неопределённый проект. Тренеру интересно ресурсы, чтобы нанимать хороших игроков, но никогда не знаешь, принесёт ли такой проект успех.
«Ливерпуль» возглавил Рафаэль Бенитес, а Моуринью вместо этого принял крупное предложение от Романа Абрамовича и посвятил своё ближайшее будущее «Челси».

### «Челси»
2 июня 2004 года Моуринью был представлен как новый главный тренер «Челси» по трёхлетнему контракту, после того как с «Порту» была согласована компенсация в размере 1,7 млн фунтов стерлингов. На пресс-конференции после перехода в английскую команду португалец рассказал о полномочиях «Челси», заявив: «У нас есть топовые игроки и простите, если я высокомерен, у нас есть топовый тренер», а затем добавил:
Пожалуйста, не считайте меня высокомерным, но я чемпион Европы, и, думаю, что я особенный.
Этот комментарий привёл к тому, что СМИ окрестили его «Особенным» (англ. The Special One). Моуринью набрал свой штаб из «Порту», в который вошли помощник тренера Балтемар Брито, тренер по физической подготовке Руй Фариа, главный скаут Андре Виллаш-Боаш и тренер по вратарям Силвину Лору. Он оставил Стива Кларка, бывшего игрока «Челси», который также выполнял функции ассистента тренера при предыдущих руководителях клуба. В плане расходов португалец продолжил дело своего предшественника Клаудио Раньери, который при финансовой поддержке Романа Абрамовича потратил более 70 миллионов фунтов стерлингов на трансферы таких игроков, как Тиагу (10 миллионов фунтов стерлингов) из «Бенфики»,Майкл Эссьен (24,4 миллиона) из «Лиона», Дидье Дрогба (24 миллиона) из «Марселя», Матея Кежман (5,4 миллиона) из ПСВ и пара из «Порту» — Рикарду Карвалью (19,8 миллиона) и Паулу Феррейра (13,3 миллиона).

#### Первые трофеи в Англии (2004—2006)
Под руководством Моуринью английский клуб развил потенциал, заложенный в предыдущем сезоне. К началу декабря они занимали первое место в таблице Премьер-лиги и вышли в полуфинал Лиги чемпионов. Он завоевал свой первый трофей, выиграв Кубок лиги у «Ливерпуля» со счётом 3:2 в Кардиффе. В конце матча Моуринью увели в подтрибунное помещение после того, как он приложил палец к губам в сторону болельщиков «Ливерпуля» в ответ на насмешки в его адрес, когда «Ливерпуль» вёл в счёте, перед тем как забить гол. В 1/8 финала Лиги чемпионов «Челси» встретился с «Барселоной», где «синие» проиграли в гостях в первом матче со счётом 1:2, но вышли вперёд по сумме двух матчей, выиграв дома со счётом 4:2. В четвертьфинале против «Баварии» Моуринью, которому было запрещено посещать стадион, задолго до начала матча приехал в специальном контейнере, в котором форма игроков привозится в раздевалку. Позже он упустил шанс снова выиграть Лигу чемпионов, когда «Челси» был выбит из турнира спорным голом в полуфинале конечными победителями «Ливерпулем». Под руководством Моуринью «Челси» завоевал свой первый чемпионский титул впервые за 50 лет, установив при этом ряд рекордов английского футбола, включая наибольшее количество очков, когда-либо набранных в Премьер-лиге (95) и наименьшее количество пропущенных голов (15).
«Синие» удачно начали следующий сезон: они победили «Арсенал» со счётом 2:1 и выиграли Суперкубок Англии 2005 года, а также возглавили Премьер-лигу с первых выходных сезона 2005/06. «Челси» обыграл соперников «Манчестер Юнайтед» со счётом 3:0 и выиграл свой второй подряд титул чемпиона Премьер-лиги и четвёртый подряд титул чемпиона страны для Моуринью. После вручения чемпионской медали португалец бросил свою медаль и пиджак на трибуны. Через несколько минут ему вручили вторую медаль, которую он также бросил в толпу.

#### Продолжение успеха внутри страны и уход из клуба (2006—2008)

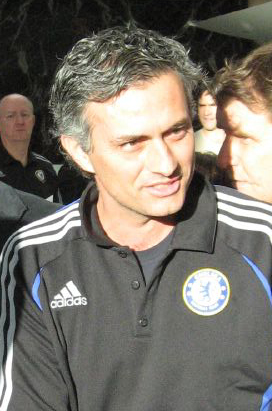
Жозе Моуринью в «Челси» в 2007 году

В сезоне 2006/07 в СМИ всё чаще появлялись предположения, что Моуринью покинет клуб по окончании сезона из-за якобы плохих отношений с владельцем Романом Абрамовичем и борьбы за власть со спортивным директором Франком Арнесеном и советником Абрамовича Питом де Виссером. Позднее тренер развеял сомнения относительно своего будущего на «Стэмфорд Бридж», заявив, что у него будет только два варианта ухода из «Челси»: если «пенсионеры» не предложат ему новый контракт в июне 2010 года, и если клуб уволит его.
Подписание украинского нападающего Андрея Шевченко летом 2006 года за рекордную для клуба сумму также стало предметом разногласий между Моуринью и Абрамовичем. Шевченко на момент подписания контракта был одним из самых высоко ценимых нападающих в Европе во время его выступлений в «Милане», где он выиграл Лигу чемпионов, скудетто и «Золотой мяч» за семь лет игры в итальянском клубе. В предыдущие два года «Челси» пытался подписать украинца, но «Милан» отверг интерес Абрамовича к нему. Первый сезон Шевченко в английском клубе был воспринят болельщиками как большое разочарование, поскольку он забил только четыре гола в чемпионате и 14 во всех соревнованиях.
В том году партнёр Шевченко по атаке Дидье Дрогба провёл самый результативный сезон в своей карьере, и это привело к тому, что Моуринью вывел украинца из стартового состава в конце сезона. Примечательно, что в полуфинальном матче Лиги чемпионов против «Ливерпуля» на «Энфилде» Шевченко даже не был включён в состав. Настойчивость Абрамовича на том, чтобы тренер наигрывал украинца, широко рассматривалась как дополнительный источник трений между двумя людьми. Другим громким приобретением, помимо Шевченко, был капитан сборной Германии Михаэль Баллак, свободный агент из «Баварии», который был подписан для усиления полузащиты. Исландский нападающий Эйдур Гудьонсен покинул клуб и перешёл в «Барселону».
Несмотря на недовольство, «Челси» снова выиграл Кубок лиги, победив «Арсенал» на стадионе «Миллениум». Однако возможность четырёхкратного чемпионства была прервана 1 мая 2007 года, когда «Ливерпуль» выбил «пенсионеров» из Лиги чемпионов по пенальти на «Энфилде» после суммарной ничьей 1:1. Днями позже «Челси» сыграл вничью 1:1 с «Арсеналом» на стадионе «Эмирейтс», что обеспечило «Манчестер Юнайтед» титул чемпиона Премьер-лиги. Это был первый сезон португальца без побед в лиге за последние пять лет. Моуринью привёл «Челси» к победе над «Манчестер Юнайтед» (1:0) в финале Кубка Англии 2007 года, выиграв в первом финале, который был сыгран на перестроенном стадионе «Уэмбли». Это была его первая победа в Кубке Англии, которая означала, что он выиграл все внутренние трофеи, доступные тренеру Премьер-лиги.
Однако между Моуринью и Абрамовичем возникли дальнейшие разногласия, когда Аврам Грант был назначен спортивным директором, несмотря на возражения тренера. Положение Гранта ещё больше укрепилось, когда ему было предоставлено место в совете директоров. Несмотря на эти трения, в трансферном сезоне 2007/08 произошёл уход голландского нападающего Арьена Роббена в «Реал Мадрид» и приход французского полузащитника Флорана Малуды из «Лиона».
В первом матче сезона 2007/08 «Челси» обыграл «Бирмингем Сити» со счётом 3:2 и установил новый рекорд — 64 домашних матча чемпионата без поражений подряд. Несмотря на установку рекорда, установленного «Ливерпулем» в 1978—1981 годах, начало сезона 2007/08 «Челси» было менее успешным, чем предыдущие. Команда проиграла «Астон Вилле» и затем сыграла безголевую ничью дома с «Блэкберн Роверс». В стартовой игре Лиги чемпионов им удалось сыграть вничью 1:1 с норвежской командой «Русенборг» в присутствии всего 24 973 человек (почти полупустой стадион), среди которых был и не впечатлённый владелец Роман Абрамович.
20 сентября 2007 года Моуринью неожиданно покинул «Челси» «по обоюдному согласию», несмотря на ряд разногласий с владельцем Абрамовичем. Совет директоров клуба провёл экстренное заседание и решил, что пришло время расстаться со своим главным тренером. Португалец ушёл как самый успешный тренер в истории «Челси», выиграв для клуба шесть трофеев за три года. Он также был непобедим во всех домашних матчах лиги. Аврам Грант сменил Моуринью на посту тренера «синих», но не смог выиграть ни одного трофея за год своего руководства и был уволен в конце сезона 2007/08. Команда Гранта сумела выйти в финал Лиги чемпионов (чего Моуринью не удалось добиться за три года работы в «Челси»), дойти до финала Кубка лиги и сохранить непобедимую домашнюю серию на «Стэмфорд Бридж». «Челси» Гранта также занял 2-е место в Премьер-лиге.

### «Интернационале»
2 июня 2008 года Моуринью был назначен преемником Роберто Манчини в миланском «Интере», заключив трёхлетний контракт, и привёл с собой большую часть своих помощников, которые работали с ним в «Челси» и «Порту». Своим ассистентом он выбрал Джузеппе Барези, бывшего игрока «Интера» и бывшего главного тренера его молодёжной академии. На своей первой пресс-конференции в качестве босса «чёрно-синих» он говорил исключительно на итальянском языке, утверждая, что выучил его «за три недели». Моуринью заявил, что намерен сделать лишь несколько крупных приобретений летом. К концу трансферного окна он привлёк в команду трёх новых игроков: бразильского нападающего Мансини (13 млн евро), ганского полузащитника Салли Мунтари за 14 млн евро и португальского нападающего Рикарду Куарежму за 18,6 млн евро и отдав молодого португальского полузащитника Пеле.

#### Первый чемпионский титул в Серии А (2008—2009)

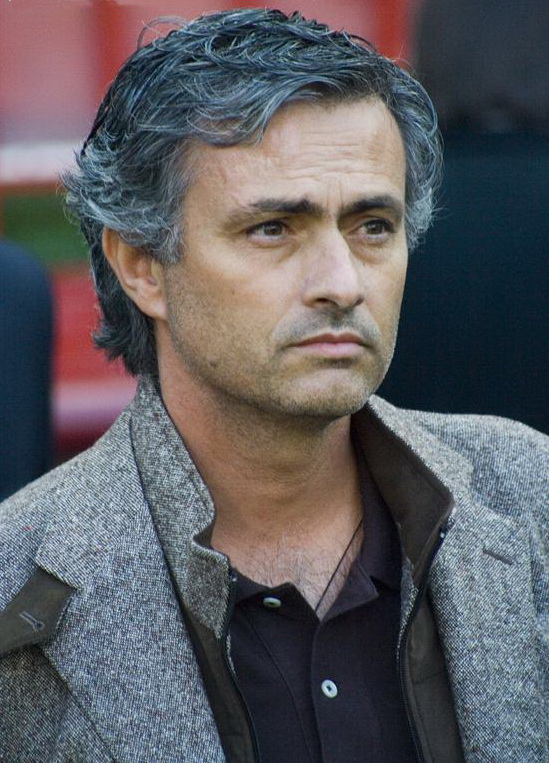
Моуринью в 2008 году

В своём первом сезоне в качестве главного тренера «Интера» Моуринью выиграл Суперкубок Италии, победив «Рому» по пенальти, и занял первое место в Серии А. Однако «Интер» был уничтожен «Манчестер Юнайтед» со счётом 0:2 в 1/8 финала Лиги чемпионов, а также не смог выиграть Кубок Италии, потерпев поражение от «Сампдории» в полуфинале со счётом 1:3. Поскольку УЕФА начал подталкивать крупные клубы высших чемпионатов к тому, чтобы они играли больше местными игроками, Моуринью регулярно наигрывал 18-летнего итальянского нападающего Марио Балотелли и перевёл из академии защитника Давиде Сантона в первую команду на постоянной основе, введя итальянский контингент в команду, ранее состоявшую в основном из иностранных игроков. Оба юниора сыграли свою роль в сезоне, выигравшем скудетто, и провели достаточно игр, чтобы заработать свой первый трофей. Несмотря на успехи на внутренней арене, где «Интер» выиграл скудетто с отрывом в 10 очков, первый сезон Моуринью в Италии был воспринят некоторыми болельщиками «чёрно-синих» как разочаровывающим, поскольку клуб не смог улучшить результаты его предшественника Роберто Манчини в Лиге чемпионов. Итальянский клуб провёл серию неудачных выступлений на групповом этапе, включая шокирующее поражение дома от «Панатинаикоса» со счётом 0:1 и выездную ничью с кипрским клубом «Анортосис». Однако «Интер» вышел в плей-офф Лиги чемпионов, но не сумел пробиться в четвертьфинал, потерпев поражение от «Манчестер Юнайтед». Моуринью также сразу же вызвал волнения в итальянском футболе своими противоречивыми отношениями с итальянской прессой и СМИ, а также своей враждой с ведущими тренерами Серии А, включая Карло Анчелотти, тогдашнего тренера «Милана», Лучано Спаллетти из «Ромы» и Клаудио Раньери из «Ювентуса».
На пресс-конференции в марте 2009 года он оскорбил первых двух соперников, заявив, что они закончат сезон без наград, и обвинил итальянских спортивных журналистов в «интеллектуальной проституции» от их имени. Эта тирада быстро стала популярной в Италии, особенно в связи с цитатой «ноль трофеев», использованной Моуринью и неправильно произнесенной им как zeru tituli (на правильном итальянском это было бы итал. zero titoli), на которую позже часто ссылались футбольные журналисты в Италии. Эта фраза также стала крылатой фразой, которую фанаты использовали для празднования 17-го скудетто «Интера» в том же сезоне. Эта фраза даже была использована компанией Nike для презентации праздничных футболок «Интера» в честь чемпионства в Серии А. После финала Кубка Италии в мае болельщики «Лацио», новых обладателей Кубка, носили футболки с надписью «Я чемпион, а у тебя нет трофеев» (итал. Io campione, tu zero titoli), цитируя высказывание Моуринью «ноль трофеев».
16 мая 2009 года «Интер» математически выиграл титул чемпиона Серии А после того, как занявший второе место «Милан» проиграл «Удинезе». Это поражение оставило «нерадзурри» на семь очков выше своих соперников из соседнего города, которым оставалось сыграть всего две игры. В итоге «Интер» опередил «Милан» на 10 очков.

#### Последний сезон в Италии и исторический «требл» (2009—2010)

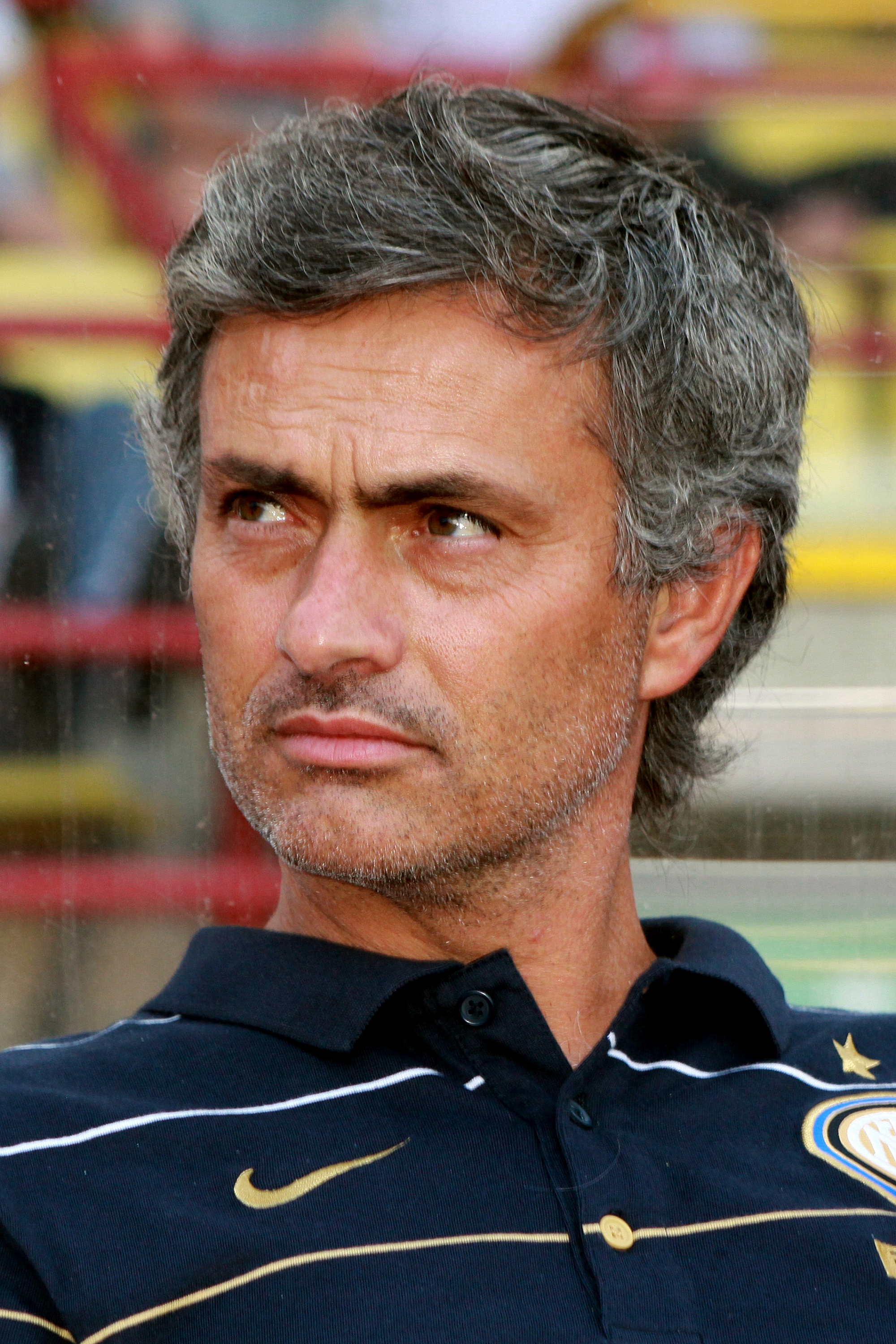
Моуринью на скамейке запасных «Интера», август 2009 года

28 июля 2009 года сообщалось, что Моуринью проявил интерес к тому, чтобы возглавить «Манчестер Юнайтед» после ухода Алекса Фергюсона. Его цитировали: «Я бы рассмотрел возможность продолжения карьеры в „Манчестер Юнайтед“, но и в „МЮ“ также должны тщательно обдумать, хотят ли они, чтобы я заменил сэра Алекса Фергюсона. Если они примут такое решение, естественно я соглашусь».
В апреле 2009 года «Интер» покинул нападающий Адриано, а за уходом бразильца последовал уход аргентинского дуэта Хулио Рикардо Круса и Эрнана Креспо. Легендарный португальский атакующий полузащитник и ветеран Луиш Фигу завершил карьеру. При Манчини Фигу был на грани ухода из команды из-за недостатка игрового времени, но в последнем сезоне Моуринью часто использовал его. Клуб подписал аргентинского нападающего Диего Милито, которому не хватило всего одного гола, чтобы стать лучшим бомбардиром в составе «Дженоа», а также Тиагу Мотту и Уэсли Снейдера, чтобы усилить полузащиту. Возможно, самым заметным подписанием летом второго сезона его карьеры стал обмен Златана Ибрагимовича на камерунского нападающего «Барселоны» Самуэля Это’о за 35 миллионов фунтов стерлингов. Этот трансфер стал вторым по стоимости в истории трансферного рынка после перехода Криштиану Роналду из «Манчестер Юнайтед» в «Реал Мадрид» ранее летом. Это’о многообещающе начал свою карьеру в «Интере», забив два гола в первых двух матчах сезона. Рикарду Куарежма, подписанный из прошлого клуба Моуринью «Порту», рассматривался как недостающее звено в составе «Интера», но его игра разочаровала клуб и привела к тому, что в середине сезона он был отдан в аренду в «Челси», который, по иронии судьбы, является другим бывшим клубом португальского тренера. Манчини также не смог доминировать в полузащите, и устранение этих недостатков на трансферном рынке стало приоритетом для «Интера». В неудаче в Лиге чемпионов винили отсутствие у «Интера» креативного плеймейкера, или треквартисты (итал. trequartista). Пытаясь решить эту проблему, итальянский клуб подписал голландского полузащитника Уэсли Снейдера из «Реала».
Летом Моуринью снова вызвал скандал своим спором с тренером сборной Италии Марчелло Липпи. Липпи предсказал, что «Ювентус» выиграет скудетто в сезоне 2009/10, что португальский специалист расценил как неуважительное высказывание в адрес «Интера» со стороны тренера сборной. Липпи в ответ на это успокоил и сказал, что это был всего лишь прогноз. После этой ссоры португалец вступил в конфликт с капитаном сборной Италии Фабио Каннаваро по поводу места Давиде Сантона в составе «Интера». Каннаваро сказал, что Сантону, возможно, придётся покинуть итальянский клуб, чтобы получать регулярное игровое время и отобраться в сборную Италии на предстоящий чемпионат мира. Моуринью в ответ заявил, что Каннаваро ведёт себя как «тренер, спортивный директор или президент».
В первых двух матчах нового сезона «Интер» испытывал трудности. Команда проиграла Суперкубок «Лацио» (1:2) и сыграла вничью с недавно повышавшийся «Бари» (1:1) на «Сан-Сиро». Однако после этого команда Моуринью значительно улучшилась, так как он создал грозную полузащиту со Снейдером в центре, а также с Тиагу Моттой, ветеранами Хавьером Санетти и Деяном Станковичем. До конца ноября «Интер» забил более 30 голов, разгромив в дерби «Милан» со счётом 4:0, причём забили новички Диего Милито и Мотта, и разгромив «Дженоа» со счётом 5:0, что стало самой крупной победой в Серии А в том сезоне. В декабрьском Дерби Италии Моуринью был удалён с поля после того, как саркастически поаплодировал судье за сомнительный, по его мнению, штрафной, назначенный в ворота «Ювентуса», и «Интер» проиграл 1:2 благодаря голу Клаудио Маркизио во втором тайме.

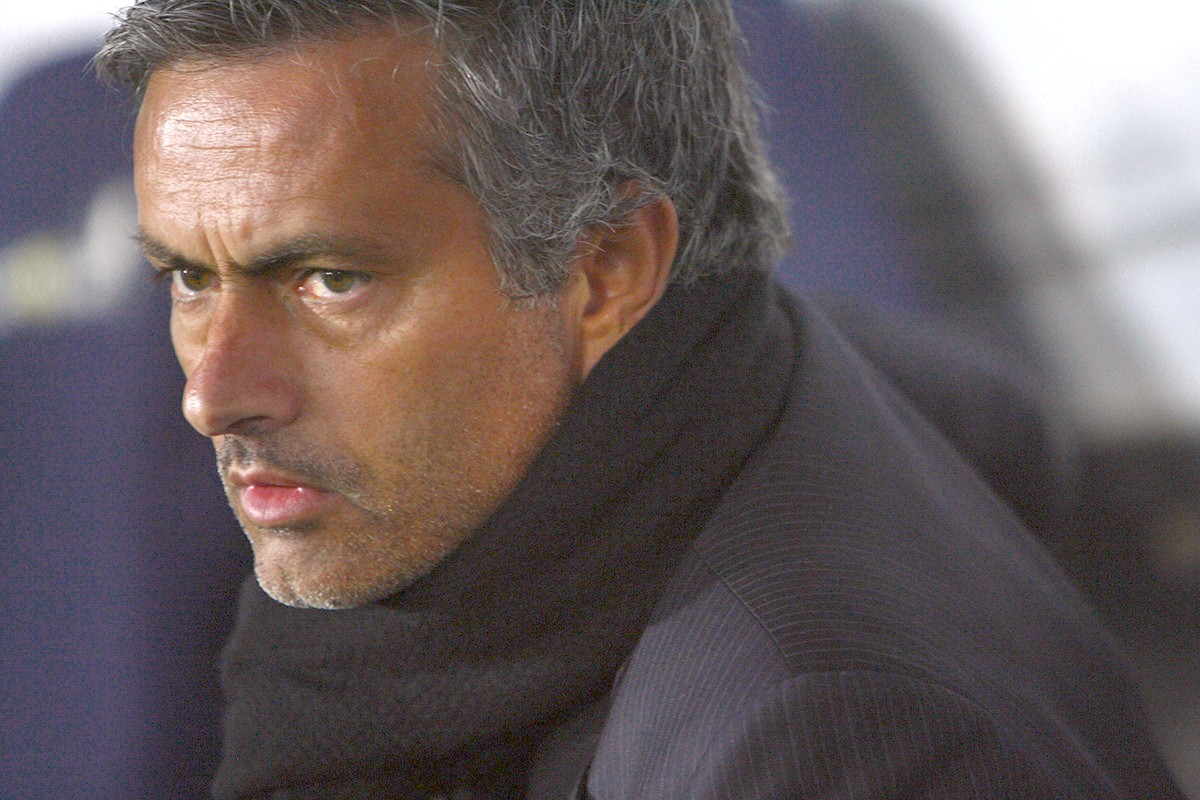
Моуринью в 2009 году

В конце сезона португалец занимал резко критическую позицию по отношению к судейству в Италии, которая достигла своего пика во время матча 22 февраля 2010 года против «Сампдории», который закончился вничью 0:0, причём два игрока «Интера» были удалены в первом тайме. В конце первого тайма Моуринью сделал жест в виде наручников в сторону камеры, который был расценён Итальянской федерацией футбола как жестокий и критический по отношению к судейству, что повлекло за собой трёхматчевую дисквалификацию тренера. Кроме того, его сложные отношения с молодым нападающим Марио Балотелли и потеря командой формы, в результате которой «Интер» набрал всего 7 очков в шести матчах (причём три из этих матчей, включая шокирующее поражение 1:3 от сицилийской «Катании», состоялись во время дисквалификации Моуринью), подверглись серьёзной критике со стороны СМИ и экспертов. Несмотря на это, португалец добился того, что назвали одним из самых ярких периодов его карьеры, когда «Интер» вышел в четвертьфинал Лиги чемпионов, обыграв в обоих матчах свою бывшую команду «Челси» (2:1 на «Сан-Сиро» и 1:0 на «Стэмфорд Бридж»).
6 апреля 2010 года Жозе Моуринью стал первым в истории тренером, который вывел три разные команды в полуфинал Лиги чемпионов (этот рекорд был повторён тренером «Баварии» Луи ван Галом днём позже) после того, как «Интер» сумел победить московский ЦСКА (1:0) во втором матче четвертьфинала, который закончился со счётом 2:0 по сумме двух матчей. Гол Уэсли Снейдера на шестой минуте стал решающим в матче, который прошёл в спокойном стиле. Впервые за семь лет «чёрно-синие» вышли в полуфинал. 13 апреля «Интер» продолжил свой удачный сезон, впервые при Моуринью выйдя в финал Кубка Италии, победив на выезде «Фиорентину» со счётом 1:0 (2:0 по сумме двух матчей).
28 апреля 2010 года Моуринью во второй раз в своей карьере вышел в финал Лиги чемпионов после того, как «Интер» победил «Барселону» со счётом 3:2 по сумме двух матчей, несмотря на поражение 0:1 на «Камп Ноу» (которое португальский специалист назвал «самым красивым поражением в моей жизни»). Это позволило «Интеру» вернуться в финал Лиги чемпионов через 38 лет после своего последнего поражения от «Аякса». Моуринью был вовлечён в короткую потасовку с вратарем «Барселоны» Виктором Вальдесом, когда пытался присоединиться к празднованию победы «Интера». После этого португалец заявил, что «антимадридизм» мотивировал болельщиков «Барсы», предположив, что они были одержимы желанием выйти в финал и выиграть турнир на домашнем поле своего заклятого соперника. Marca провозгласила, что Моуринью прошёл тест, чтобы стать следующим главным тренером «Реал Мадрида», а болельщики праздновали поражение «Барселоны».
2 мая после выездной победы 2:0 в Риме над «Лацио», «Интер» почти обеспечил себе титул чемпиона Серии А. 5 мая 2010 года команда выиграла Кубок Италии, победив «Рому» со счётом 1:0, а 16 мая 2010 года «Интер» победил «Сиену» со счётом 1:0 и оформил дубль на внутренней арене, совершив триумф — выиграв все трофеи, доступные тренеру в Серии А. 22 мая «Интер» выиграл Лигу чемпионов 2010 года, победив «Баварию» со счётом 2:0, и стал первым итальянским клубом, которому удалось оформить требл, а португалец лично отпраздновал второй титул Лиги чемпионов в своей карьере тренера. На следующий день после победы в Лиге чемпионов Моуринью сказал, что ему "грустно, но, похоже, это была моя последняя игра во главе «Интера». Затем он добавил, что «если ты не тренировал „Реал Мадрид“, то оставил пробел в карьере».
28 мая 2010 года после нескольких дней переговоров между «Реал Мадридом» и «Интером» был успешно согласован рекордный в мире компенсационный пакет, после чего Моуринью был отпущен итальянским клубом.

### «Реал Мадрид»
28 мая 2010 года было подтверждено, что Моуринью сменит Мануэля Пеллегрини на стадионе «Сантьяго Бернабеу». 31 мая Жозе был представлен в качестве нового главного тренера «Реал Мадрида» после подписания четырёхлетнего контракта и стал 11-м тренером клуба за последние 7 лет. Моуринью был назначен менеджером, а также тренером первой команды, и его стали называть «галактикос» (термин, который чаще используется для обозначения звёздных игроков, а не тренеров).
До прихода португальского специалиста «Реал Мадрид» показывал низкие результаты, несмотря на то, что заплатил рекордную сумму для создания «галактикос», таких как Кака и Криштиану Роналду. Сезон 2009/10 был отмечен разочарованиями, такими как «алькорконасо», шокирующим вылетом от команды «Алькоркон» из Сегунды Б в 1/16 финала Кубка Испании и вылетом от «Лиона» из Лиги чемпионов в 1/8 финала, хотя они заняли 2-е место в Ла Лиге, набрав рекордные 96 очков. К концу трансферного окна после чемпионата мира 2010 года Моуринью привлёк в команду четырёх новых игроков: немцев Сами Хедиру (13 миллионов евро) и Месута Озиля (15 миллионов евро), португальского защитника Рикарду Карвалью (8 миллионов евро) и аргентинского нападающего Анхеля Ди Марию (25 миллионов евро + 11 миллионов бонусы).

#### Первый сезон в Испании (2010—2011)

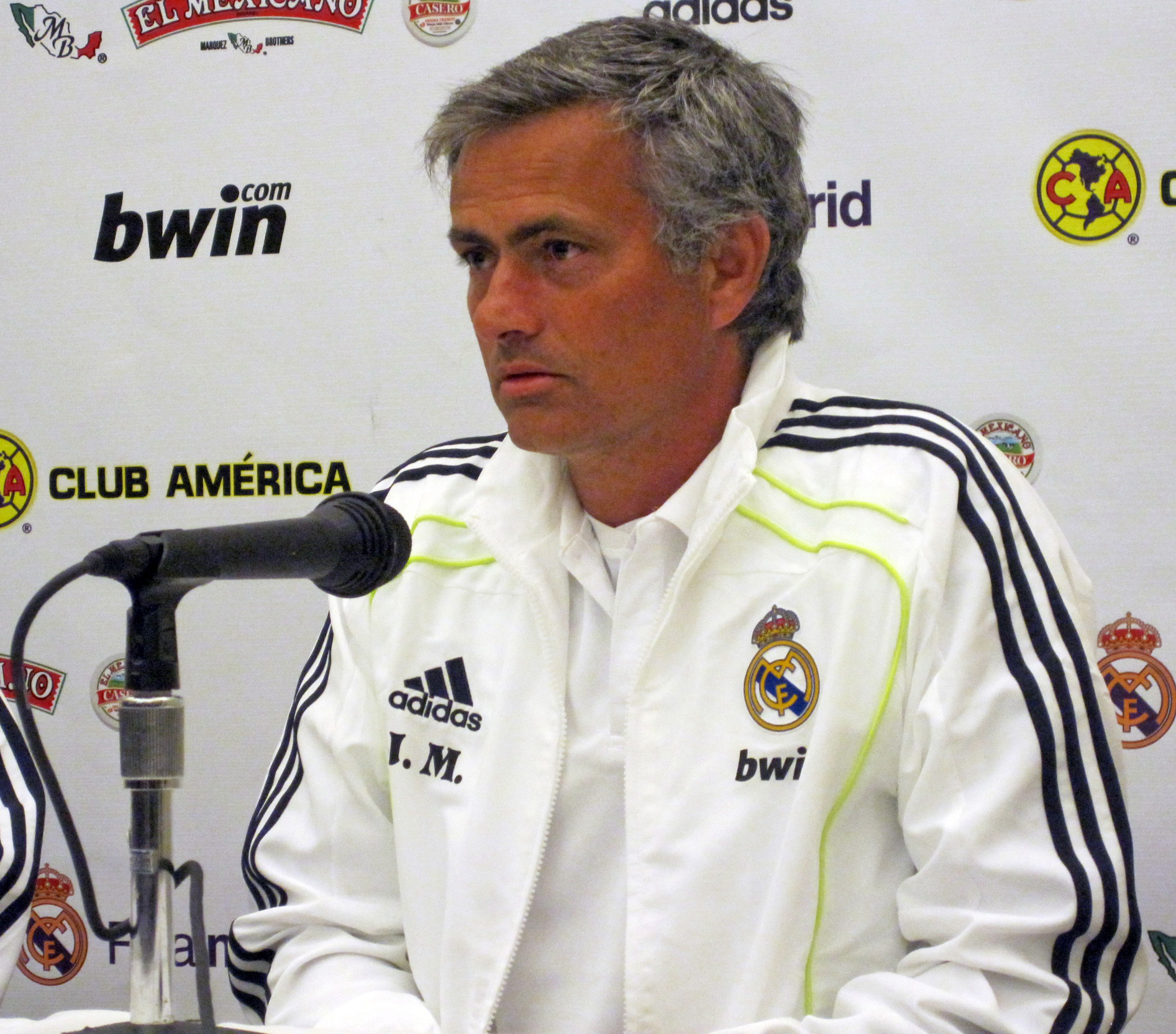
Моуринью на пресс-конференции в качестве тренера «Реала» в августе 2010 года

29 августа 2010 года «Реал Мадрид» сыграл вничью с «Мальоркой» (0:0) в первой игре Моуринью в Ла Лиге в качестве тренера. На вопрос о всех упущенных возможностях против «Леванте» в Ла Лиге и «Осера» в Лиге чемпионов, Моуриньо сказал: «Однажды какой-нибудь бедный соперник заплатит за шансы, которые мы упустили сегодня». Следующий матч на «Бернабеу» закончился победой 6:1 над «Депортиво Ла-Корунья». Следующие матчи чемпионата подтвердили заявление Моуринью, победив «Малагу» (4:1) и «Расинг Сантандер» (6:1).
29 ноября 2010 года «Мадрид» Моуринью потерпел поражение в своём первом Эль-Класико против «Барселоны». Матч, проходивший на «Камп Ноу», закончился со счётом 5:0 в пользу хозяев, а президент «Реала» Флорентино Перес назвал его худшей игрой в истории «Реала». Спортивный директор Хорхе Вальдано также критиковал Моуринью за его «неспособность внести серьёзные коррективы в игру» и «отсутствие на скамейке запасных на протяжении [большей] части матча». Однако на вопрос журналистов Моуринью отказался назвать поражение «унижением».
30 ноября 2010 года Моуринью был оштрафован на 33 500 фунтов стерлингов за то, что, по всей видимости, дал указание Хаби Алонсо и Серхио Рамосу попытаться умышленно получить вторую жёлтую карточку во время победы в Лиге чемпионов над «Аяксом» (4:0). Он также был дисквалифицирован на два еврокубковых матча, второй из которых является условным наказанием с испытательным сроком в три года. 22 декабря португалец выиграл матч с самым большим перевесом в своей карьере, победив со счётом 8:0 «Леванте», также из Ла Лиги, в первом матче четвертьфинала Кубка Испании.
20 апреля 2011 года Моуринью выиграл свой первый трофей в испанском футболе, когда «Реал Мадрид» победил «Барселону» со счётом 1:0 в финале Кубка Испании, проходившем на стадионе «Месталья» в Валенсии, положив конец 18-летней засухе «Реала» в Кубке Испании. Это был также первый трофей «Реала» после завоевания титула чемпиона Испании в 2007—2008 годах. Неделю спустя обе команды снова встретились в первом полуфинале Лиги чемпионов, что стало самым дальним выходом «Реала» в турнир с полуфинала 2003 года, поскольку в 2004 году клуб был выбит в четвертьфинале, а затем с 2005 по 2010 год клуб шесть раз подряд выбывал в 1/8 финала. На «Бернабеу» игрок «Реала» Пепе был удалён на 61-й минуте, а Моуринью был отправлен на трибуну за протест; после этого Лионель Месси из «Барсы» забил два поздних гола и взял ничью под свой контроль. Второй матч на «Камп Ноу» закончился со счётом 1:1, что исключило «Реал» из турнира.

#### Рекордный титул чемпиона Ла Лиги (2011—2012)
7 декабря 2011 года «Реал Мадрид» обыграл «Аякс» со счётом 3:0 и завершил групповой этап Лиги чемпионов с шестью победами, став пятой командой в истории Лиги чемпионов, которой удалось добиться такого успеха. Эта победа стала для команды 15-й подряд, что соответствует клубному рекорду, установленному 50 годами ранее, в 1961 году.
21 апреля 2012 года «Реал Мадрид» выиграл 2:1 у «Барселоны» в Эль-Класико на «Камп Ноу», увеличив своё преимущество в чемпионате до семи очков за четыре оставшихся матча. Это была первая победа «сливочных» в Ла Лиге над своими заклятыми соперниками с 2008 года и первая победа на «Камп Ноу» с 2007 года. Кроме того, в этом матче «Реал Мадрид» побил рекорд по количеству голов, забитых в чемпионате — 109. Главный тренер «Барсы» Пеп Гвардиола уступил титул «Реалу».
Команда Моуринью второй год подряд вышла в полуфинал Лиги чемпионов. Первый матч на выезде завершился победой «Баварии» со счётом 1:2. В ответном матче дома «Реал Мадрид» повёл со счётом 2:0 благодаря двум голам Криштиану Роналду, но игрок немецкой команды Арьен Роббен (бывший игрок «Реала», которым Моуринью ранее руководил в «Челси») реализовал пенальти, сравняв общий счёт 3:3, и «Мадрид» был выбит в серии пенальти: Роналду, Кака и Рамос не реализовали свои удары. Главный тренер «Баварии» Юпп Хайнкес сказал, что Моуринью «пришёл в раздевалку, чтобы поздравить моих игроков и тренерский штаб после игры. Это было очень благородно».

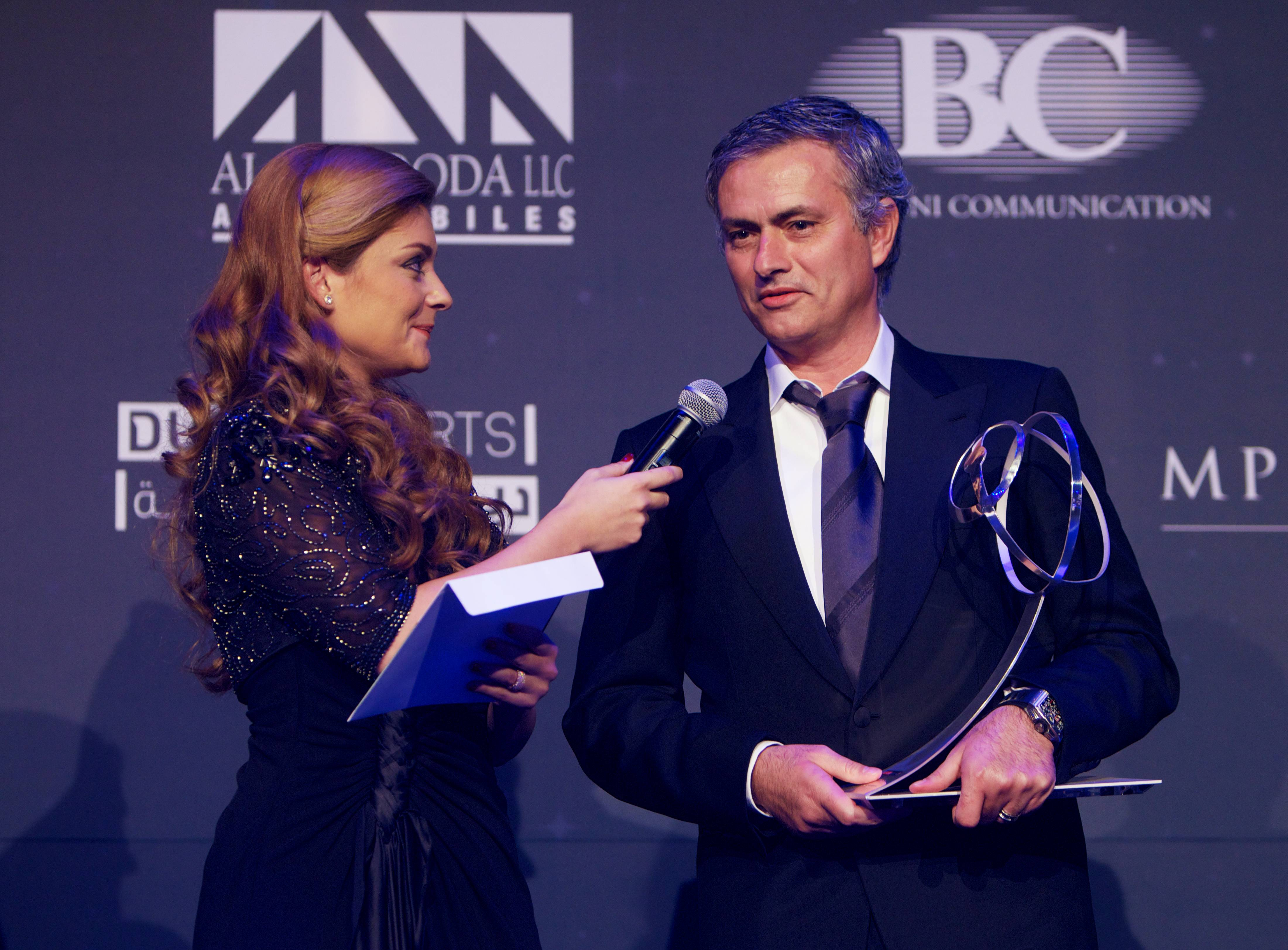
Моуринью был признан лучшим тренером года на церемонии Globe Soccer Awards 2012

2 мая 2012 года «Реал Мадрид» выиграл 3:0 у «Атлетик Бильбао» и впервые за четыре года завоевал титул чемпиона Испании. 13 мая «Реал Мадрид» разгромил «Мальорку» со счётом 4:1 в последнем матче сезона, установив рекорды по количеству выигранных матчей в сезоне Ла Лиги (32), количеству побед на выезде (16), количеству очков, набранных в любой из ведущих европейских чемпионатов (100), улучшив рекорд по количеству забитых мячей (121) и завершив сезон с самой высокой разницей мячей (+89). «Реал Мадрид» занял 1-е место в чемпионате, опередив на 9 очков занявшую второе место «Барселону».

#### Последний сезон в Мадриде (2012—2013)
22 мая 2012 года Моуринью подписал новый четырёхлетний контракт, согласно которому он останется главным тренером «Реала» до 2016 года. После поражения со счётом 2:3 в Барселоне в первом матче Суперкубка Испании 2012 года, «Реал» выиграл ответный матч в Мадриде со счётом 2:1. «Реал Мадрид» выиграл турнир по правилу выездных голов после ничьей 4:4 по сумме двух матчей. Это означало, что Моуринью выиграл все внутренние титулы, доступные для тренера в высшем дивизионе Испании в течение двух лет. Он стал единственным тренером, выигравшим национальные суперкубки в четырёх европейских странах. Это также сделало португальца первым в истории тренером, выигравшим все внутренние титулы, чемпионат страны, кубок, суперкубок и Кубок лиги (если таковые имеются) в четырёх европейских чемпионатах.
Под руководством Моуринью «Реал Мадрид» третий год подряд дошёл до полуфинала Лиги чемпионов. Однако в первом матче клуб потерпел поражение от дортмундской «Боруссии» со счётом 1:4. В ответном матче дома «Реалу» удалось забить два гола в последние 10 минут, но команда не смогла забить третий гол, который бы сравнял общий счёт и вывел её в лидеры по голам на выезде.
На послематчевой пресс-конференции после второго матча с «Дортмундом» Моуринью намекнул, что сезон 2012/13 с «Реалом» станет для него последним, сказав: «Меня любят некоторые клубы, особенно один. В Испании всё по-другому, некоторые люди меня ненавидят, и многие из них находятся в этой комнате [для прессы]» . Непростые отношения Моуринью с Серхио Рамосом и капитаном команды Икером Касильясом (популярным игроком, которого тренер вывел из строя в 2013 году) вызвали разногласия между болельщиками в лагерях «моуриньистов» и «мадридистов» (более традиционных болельщиков «Реала»). Его отношения с Криштиану Роналду стали сложными, потому что, по словам Моуринью, игрок «возможно, думает, что он знает всё, и что тренер не может помочь ему прогрессировать», поэтому не желает принимать конструктивную критику. Главный тренер также подвергался критике за спорные инциденты, включая удар Тито Вилановы (тогдашнего ассистента тренера «Барселоны») в глаз во время драки, постоянные жалобы на предвзятое судейство, стычки с журналистами и представителями «Реала», а также частые намеки на то, что «Барса» получает благоприятное отношение со стороны УЕФА.
17 мая 2013 года после поражения в финале Кубка Испании в 2013 году от «Атлетико Мадрид» Моуринью назвал сезон 2012/13 «худшим в моей карьере». Три дня спустя президент «Реала» Флорентино Перес объявил, что португалец покинет клуб в конце сезона по «взаимному согласию», через год после подписания контракта до 2016 года.

### Возвращение в «Челси»

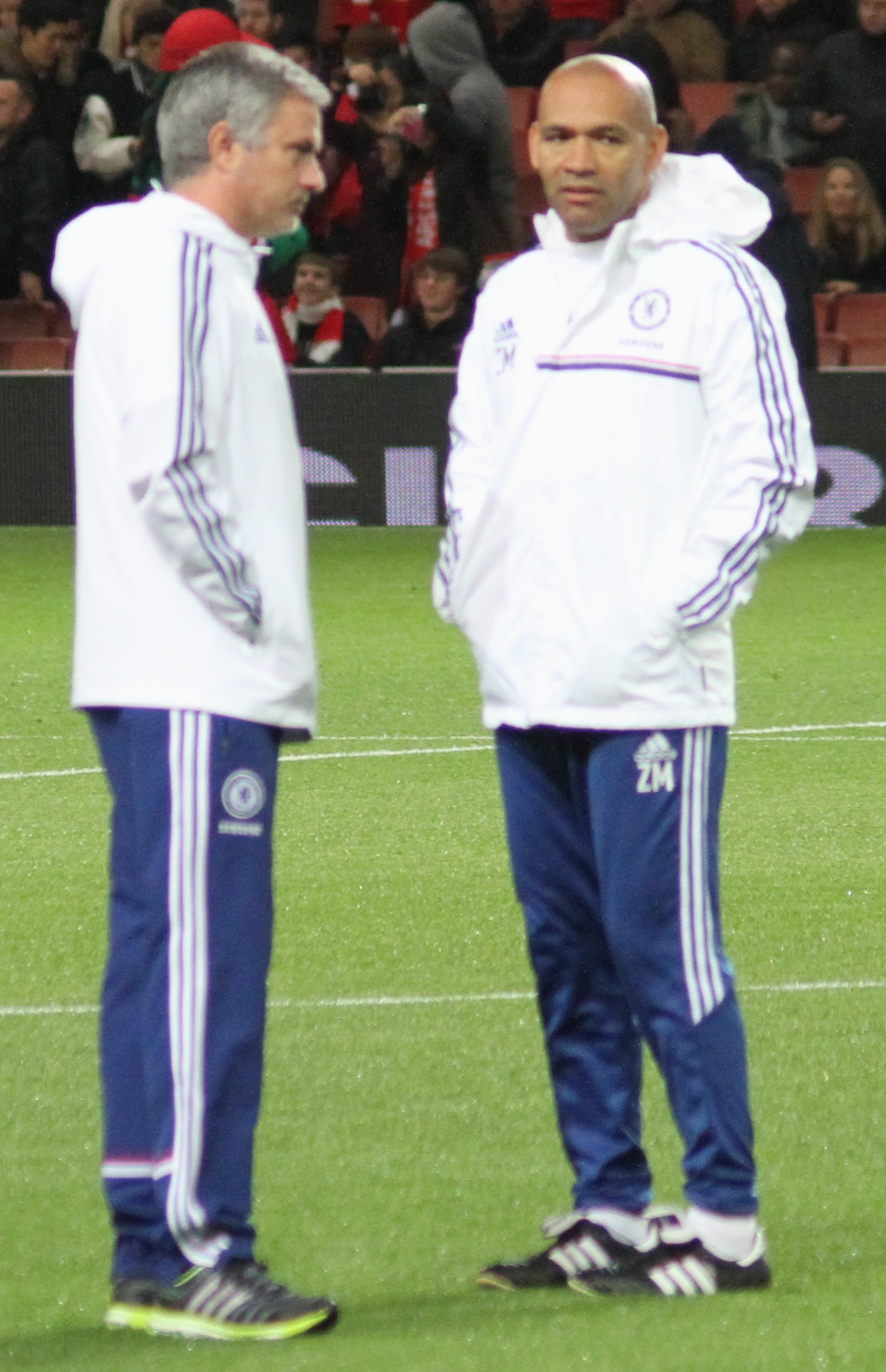
Моуринью (слева) со своим помощником Жозе Мораишем

3 июня 2013 года «Челси» объявил о подписании четырёхлетнего контракта с Жозе Моуринью. Португалец сказал в интервью клубному каналу: «В моей карьере у меня две большие страсти — „Интер“ и „Челси“. „Челси“ невероятно важен для меня. Мне было очень-очень сложно играть против „синих“, но пришлось сделать это дважды. Могу обещать болельщикам то же, что обещал и в 2004 году. Теперь я снова один из вас». 10 июня он был официально утверждён в качестве главного тренера «Челси» во второй раз на пресс-конференции, состоявшейся на «Стэмфорд Бридж».

#### Третий титул чемпиона Премьер-лиги (2013—2015)
18 августа 2013 года в первом же официальном матче под руководством Моуринью «Челси» обыграл «Халл Сити» со счётом 2:0. 30 августа португалец встретился с победителями Лиги чемпионов «Баварией» в Суперкубке УЕФА, который стал для него вторым в качестве тренера. Несмотря на преимущество лондонского клуба, «Бавария» переиграла «Челси», так как 18-летний Ромелу Лукаку не забил решающий удар в серии пенальти. После поражения от «Баварии» Пепа Гвардиолы он сказал: «Они взяли кубок, но лучшая команда проиграла. Даже в ситуации, когда мы остались вдесятером, команда играла фантастически. Даже вдесятером мы играли фантастически».
29 января 2014 года, после ничьей 0:0 дома с «Вест Хэм Юнайтед», Моуринью назвал «молотобойцев» «футболом из 19 века», сказав: «это не уровень Премьер-Лиги — лучшей лиги в мире. Это футбол из XIX века» и: "Единственное, что могло сломать эту стену, это перфоратор «Black+Decker». 19 апреля 2014 года Моуринью потерпел своё первое поражение в домашней матче в качестве тренера «Челси», проиграв «Сандерленду» на «Стэмфорд Бридж» со счётом 1:2. На протяжении всего сезона он постоянно принижал шансы «синих» на титул и называл его переходным сезоном, медленно формируя свой состав и, в первую очередь, убирая (и в конечном итоге продавая) игрока года двух предыдущих сезонов Хуана Мату. «Челси» занял 3-е место в Премьер-лиге 2013/14, отстав на четыре очка от чемпиона «Манчестер Сити», и был выбит в полуфинале Лиги чемпионов 2013/14 мадридским «Атлетико».

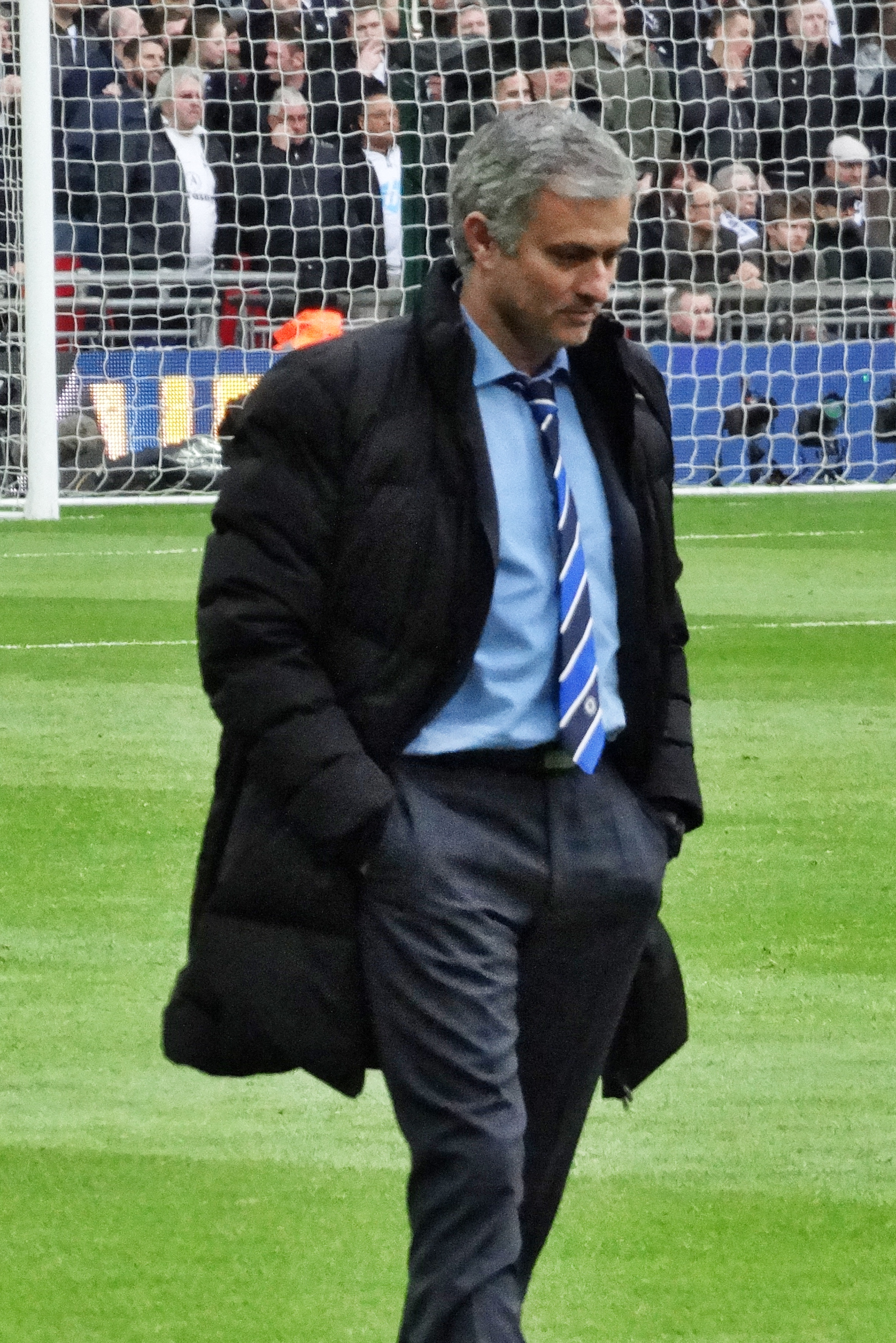
Моуринью в «Челси» в 2015 году

18 августа «Челси» начал свой сезон 2014/15 с победы над «Бернли» (3:1) на «Терф Мур». Этот матч стал первым официальным матчем для новичков Диего Косты, Сеска Фабрегаса и Тибо Куртуа, последний начал игру в воротах после трёхлетней аренды в «Атлетико Мадрид». Дидье Дрогба также вернулся в состав «Челси», выйдя со скамейки запасных во втором тайме. 24 января 2015 года «Челси» был выбит из четвёртого раунда Кубка Англии неожиданным поражением со счётом 2:4 от «Брэдфорд Сити» из Лиги 1, что положило конец их надеждам на потенциальный четвёрной чемпионский титул. Моуринью назвал это поражение «позором». 1 марта 2015 года «Челси» победил «Тоттенхэм Хотспур» со счётом 2:0 в финале Кубка Лиги, завоевав свой первый трофей в сезоне, и первый трофей Моуринью после возвращения в английский клуб. 11 марта «Челси» выбыл из 1/8 финала Лиги чемпионов, проиграв «Пари Сен-Жермен» на выезде. 3 мая «Челси» стал чемпионом Премьер-лиги, победив «Кристал Пэлас» за три матча до конца сезона. Впоследствии Моуринью был назван лучшим тренером сезона Премьер-лиги, а «синие» проиграли всего три матча за весь сезон.

#### Второй уход из «Челси» (2015—2016)
7 августа Моуринью подписал новый четырёхлетний контракт с «Челси», по которому он должен был остаться на «Стэмфорд Бридж» до 2019 года. 29 августа португалец провёл свой 100-й домашний матч в Премьер-лиге, который закончился поражением от «Кристал Пэлас» со счётом 1:2. «Челси» начал сезон, набрав всего 11 очков в первых 12 матчах Премьер-лиги. 27 октября они также вылетели из Кубка Лиги, проиграв «Сток Сити» по пенальти. 17 декабря 2015 года, проиграв 9 из 16 матчей чемпионата, «пенсионеры» объявили о расставании с Моуринью «по взаимному согласию». Далее клуб заявил: "Клуб хочет прояснить, что Жозе покидает нас, сохранив хорошие отношения. Он всегда будет оставаться для нас уважаемой и значимой фигурой в «Челси».

### «Манчестер Юнайтед»

#### Кубок Лиги Европы и «дубль» внутри страны (2016—2017)
27 мая 2016 года был назначен главным тренером «Манчестер Юнайтед», подписав с клубом трёхлетний контракт. 7 августа состоялся первый официальный матч «красных дьяволов» под руководством Моуринью: в этой игре команда со счётом 2:1 победила «Лестер Сити» и выиграла Суперкубок Англии. 14 августа Моуринью одержал победу в своём первом матче Премьер-лиги в качестве босса «Юнайтед», выиграв 3:1 у «Борнмута».
11 сентября 2016 года Моуриньо проиграл своё первое манчестерское дерби в качестве тренера, уступив «Манчестер Сити» со счётом 1:2; это было его восьмое поражение в матче против тренера-соперника, бывшего тренера «Барселоны» Пепа Гвардиолы. 23 октября Моуринью впервые вернулся на «Стэмфорд Бридж» с «Манчестер Юнайтед» после ухода в декабре 2015 года. Матч закончился поражением со счётом 0:4, в результате которого «Челси» оказался в шести очках от вершины турнирной таблицы. 26 октября португалец выиграл своё второе манчестерское дерби в качестве тренера, победив со счётом 1:0 на «Олд Траффорд» в Кубке лиги. Хуан Мата забил единственный гол на 54-й минуте. Эта победа стала четвёртой для Моуринью в противостоянии с Гвардиолой (четыре победы, шесть ничьих, восемь поражений).

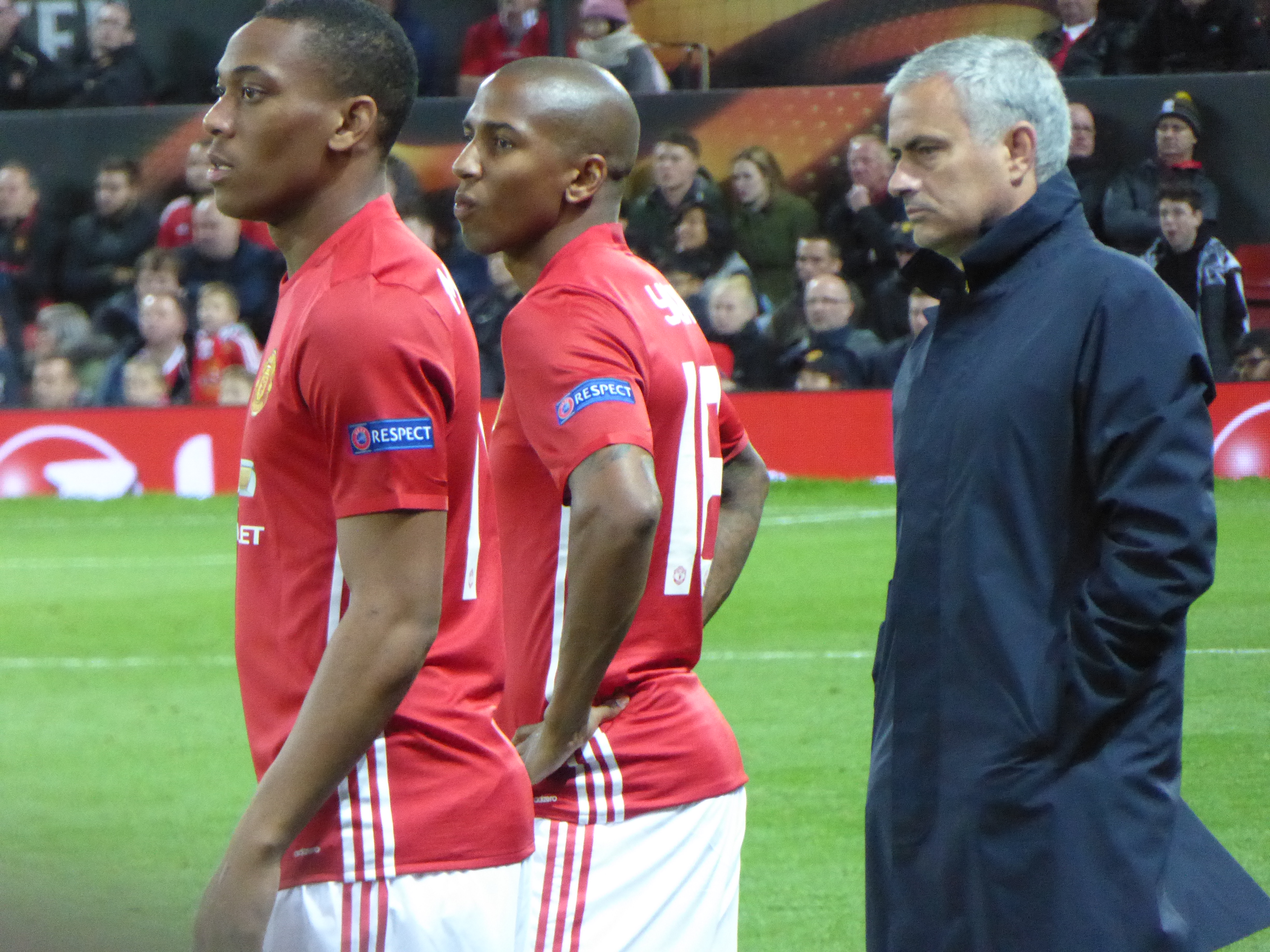
Моуринью вместе с Антони Марсьялем и Эшли Янгом, которые в ожидании замены

После обвинений, выдвинутых Футбольной ассоциацией по поводу комментариев Моуринью в адрес судьи Энтони Тейлора, тренер снова попал в неприятности с арбитром 29 октября, когда он был отправлен Марком Клаттенбургом на трибуны во время домашнего матча с «Бернли» (0:0). 29 января 2017 года, несмотря на поражение 1:2 в ответном матче с «Халл Сити», «Юнайтед» Моуринью вышел в финал Кубка лиги благодаря общей победе 3:2. В финале Кубка лиги на «Уэмбли» «Манчестер Юнайтед» победил «Саутгемптон» со счётом 3:2. Благодаря этой победе он стал первым тренером «Юнайтед», выигравшим главный трофей в своём дебютном сезоне.
24 мая 2017 года «Манчестер Юнайтед» выиграл Лигу Европы, победив «Аякс» со счётом 2:0. Это был второй крупный трофей Моуринью в его первом сезоне в качестве тренера «Манчестер Юнайтед». Он также сохранил свой рекорд в 100 % побед в каждом финале главного еврокубка в качестве главного тренера.

#### Второй сезон в Манчестере (2017—2018)
Летом 2017 года Моуринью ещё больше усилил свою команду, подписав бельгийского нападающего Ромелу Лукаку, защитника Виктора Линделёфа и полузащитника Неманью Матича. «Юнайтед» уверенно начал сезон, прежде чем сложный зимний график увеличил разрыв между ними и городскими соперниками «Манчестер Сити».
Моуринью подвергся критике за поражение «Манчестер Юнайтед» в Лиге чемпионов от «Севильи» на стадии 1/8 финала, что привело к неожиданной двенадцатиминутной тираде португальца в защиту своей карьеры в «Юнайтед». «Манчестер Юнайтед» занял 2-е место в таблице после домашнего поражения 0:1 от «Вест Бромвич Альбион», отстав от «Манчестер Сити» на 19 очков. «Юнайтед» также проиграл в финале Кубка Англии 2018 года бывшему клубу Моуринью «Челси» после того, как пенальти Эдена Азара принёс «синим» победу со счётом 1:0.

#### Последний сезон в Манчестере (2018—2019)
После неудачного начала сезона 2018/19, в котором «Манчестер Юнайтед» впервые за 26 лет проиграл два из трёх стартовых матчей чемпионата, включая домашнее поражение 0:3 от «Тоттенхэм Хотспур» — самое тяжёлое домашнее поражение в его карьере — оживлённый Моуринью потребовал «уважения» от критически настроенных журналистов и поднял вверх три пальца (по одному за каждый трофей Премьер-лиги, выигранный им в качестве тренера), добавив: «Я выиграл больше титулов Премьер-лиги, чем остальные 19 тренеров [в лиге] вместе взятые». На следующей пресс-конференции четыре дня спустя он сказал: «Я менеджер одного из самых великих клубов в мире, но я и сам один из самых великих менеджеров в мире».
Конечно. Вы когда-нибудь тратили время на чтение философа Гегеля? Он сказал: «Истина в самой сути, только там её надо искать».
20 октября 2018 года в конце матча чемпионата «Манчестер Юнайтед» против бывшего клуба Моуринью «Челси» португалец стал участником инцидента в туннеле. Когда Росс Баркли забил гол на 96-й минуте, тренер «Челси» Марко Янни отпраздновал гол, пробежав через техническую зону «Манчестер Юнайтед» и сжав кулаки у лица Моуринью. Возмущенный португалец вскочил и попытался ввязаться в потасовку, но вмешалась охрана. Когда он сел обратно, некоторые болельщики «Челси» неоднократно (и громко) начали скандировать против Моуринью. В перерыве португальский специалист подошёл к болельщикам «Юнайтед» и поаплодировал, а по пути обратно в туннель поднял три пальца вверх в сторону болельщиков «синих», напомнив им, что он выиграл три титула Премьер-лиги для этого клуба.
Начав сезон 2018/19 с семи побед в первых 17 матчах Премьер-лиги, в результате чего «Манчестер Юнайтед» отстал от лидеров лиги на 19 очков, Моуринью был уволен из клуба 18 декабря 2018 года.

### «Тоттенхэм Хотспур»
20 ноября 2019 года был назначен главным тренером «Тоттенхэм Хотспур», подписав с клубом контракт до конца сезона 2022/23. 23 ноября провёл свой первый матч во главе «Тоттенхэма», выиграв в гостях у «Вест Хэм Юнайтед» со счётом 3:2. Позже, 26 ноября, он привлёк внимание СМИ, когда заявил, что бол-бой Каллум Хайнс «организовал» второй гол «шпор» в победе над «Олимпиакосом» (4:2) в Лиге чемпионов. В 1/8 финала Лиги чемпионов «Тоттенхэм Хотспур» проиграл оба матча и потерпел поражение со счётом 0:4 от «РБ Лейпциг». 23 июня 2020 года Моуринью одержал свою 300-ю победу в английском футболе, когда «Тоттенхэм» обыграл «Вест Хэм Юнайтед» со счётом 2:0. 15 июля он одержал свою первую победу в качестве тренера на «Сент-Джеймс Парк», когда «Тоттенхэм» обыграл «Ньюкасл» (3:1). Однако Моуринью закончил свой первый сезон с «Тоттенхэм Хотспур» на шестом месте в Премьер-лиге.
4 октября 2020 года Моуринью под руководством «Тоттенхэм Хотспур» выиграл со счётом 6:1 у своего бывшего клуба «Манчестер Юнайтед» на «Олд Траффорд». 6 декабря после победы 2:0 над «Арсеналом» «Тоттенхэм» возглавил Премьер-лигу, а Моуринью стал вторым тренером клуба, выигравшим два первых дерби Северного Лондона. Однако поражение на последней минуте от «Ливерпуля» на «Энфилде» со счётом 1:2 привело к падению команды на 2-е место, в трёх очках от первого. 10 февраля 2021 года «Тоттенхэм» был выбит из Кубка Англии, проиграв в четвертьфинале «Эвертону» со счётом 4:5 после дополнительного времени; это был первый случай с 2010 года, когда команда под руководством Жозе Моуринью пропустила пять голов в матче. 23 февраля «шпоры» проиграли «Челси» со счётом 0:1, что стало первым случаем в карьере Моуринью, когда он проиграл два домашних матча подряд. 18 марта «Тоттенхэм» проиграл 0:3 загребскому «Динамо» после дополнительного времени в ответном матче 1/8 финала Лиги Европы УЕФА 2020/21, вылетев из турнира со счётом 2:3 по сумме двух матчей. 19 апреля 2021 года Моуринью был уволен из «Тоттенхэм Хотспур» после семнадцати месяцев руководства клубом, за несколько дней до финала Кубка лиги против «Манчестер Сити». Это стало первым случаем, когда португалец покинул клуб, не выиграв ни одного трофея с 2002 года. Его заменил бывший игрок «Тоттенхэм Хотспур» Райан Мейсон в качестве исполняющего обязанности главного тренера.

### «Рома»

#### Преодоление трофейной «засухи» «Ромы» и победа в Лиге конференций (2021—2022)
4 мая 2021 года «Рома» объявила о том, что Жозе Моуринью будет работать с итальянской командой со следующего сезона, подписав контракт до 30 июня 2024 года. В своё первое трансферное окно в римском клубе Моуринью сделал несколько значительных летних приобретений. Его первым шагом на трансферном рынке стало подписание 1 июля на постоянной основе защитника «Аталанты» Рожера Ибаньеса за 8 млн евро. Он также определил некоторые позиции, в которых команда нуждалась в усилении, в результате чего «Рома» подписала португальского вратаря Руя Патрисиу (11,5 млн евро), уругвайского защитника Матиаса Винью (13 млн евро) и двух нападающих — узбека Элдора Шомуродова (17,5 млн евро) и англичанина Тэмми Абрахама (40 млн евро). Чтобы компенсировать эти расходы и соблюсти правила финансового фэйр-плей, португальский специалист санкционировал уход нескольких игроков, включая игроков основной команды Жуана Жезуса, Эдина Джеко, Педро и Хавьера Пасторе, а также включил в состав команды таких игроков академии, как Феликс Афена-Гьян, Эдоардо Бове и Никола Залевский, причём последний смог до конца сезона заменить Леонардо Спинаццолу, находившегося вне игры после разрыва ахиллова сухожилия во время Евро-2020 и при этом вытеснить Винью из основы, которого изначально и брали на замену итальянцу.
19 августа 2021 года провёл свой первый матч во главе «Ромы», выиграв в гостях у «Трабзонспора» со счётом 2:1 в первом матче раунда плей-офф Лиги конференций. Через три дня он вернулся в Серию А после одиннадцатилетнего перерыва, одержав домашнюю победу над «Фиорентиной» со счётом 3:1 на «Олимпийском». 26 августа римским клуб обеспечил себе квалификацию в Лигу конференций, выиграв дома у «Трабзонспора» со счётом 3:0 в ответном матче плей-офф. 12 сентября 2021 года Моуринью достиг отметки в 1000 матчей в качестве тренера, выиграв у «Сассуоло» со счётом 2:1. 26 сентября в матче против «Лацио» «Рома» проиграла со счётом 2:3, Моуринью стал первым тренером «жёлто-красных», проигравшим своё первое дерби в Серии А со времён Луиса Энрике в 2011 году. 21 октября в матче Лиги конференций против «Будё-Глимт» «Рома» потерпела унизительное поражение со счётом 1:6, Моуринью обвинил в поражении «не очень хороший состав», это был первый случай, когда команда португальца пропустила 6 голов в одном матче. Десять дней спустя в матче с «Миланом» (1:2) Моуринью потерпел первое домашнее поражение в чемпионате Италии, до этого матча он не проигрывал в 43 матчах подряд.
4 декабря 2021 года в матче с «Интером» «Рома» была разгромлена со счётом 0:3, это был первый случай в карьере Моуринью, когда одна из его команд проигрывала 3:0 в перерыве. После матча он сказал, что «Интер» сильнее «Ромы» в обычных условиях, в необычных — гораздо сильнее". Для усиления команды на вторую часть сезона в зимнее трансферное окно «Рома» подписала Энзли Мейтленд-Найлза и Сержиу Оливейру, взятых в аренду у «Арсенала» и «Порту» соответственно. 20 марта 2022 года Моуринью выиграл своё первое римское дерби, одержав победу над «Лацио» со счётом 3:0.
5 мая 2022 года Жозе Моуринью вывел «Рому» в первый европейский финал с 1991 года, обыграв в полуфинале Лиги конференций «Лестер Сити» со счётом 2:1, став первым тренером, вышедшим в финал всех трёх нынешних главных европейских турниров, и первым тренером, вышедшим в финал главного европейского турнира с четырьмя разными клубами. 24 мая португалец выиграл свой первый титул с «Ромой», победив «Фейеноорд» в финале Лиги конференций 2022 года. Это был первый трофей римского клуба за 14 лет, и Моуринью стал третьим тренером (после Удо Латтека и Джованни Трапаттони), выигравшим все три существующих главных европейских трофея, и первым, кто завоевал «тройной трофей» УЕФА, выиграв Лигу чемпионов, Кубок УЕФА/Лигу Европы и Лигу конференций (вместо исчезнувшего Кубка обладателей кубков). Кроме того, это был первый случай победы команды из Серии А в континентальном первенстве со времён победы миланского «Интера» в Лиге чемпионов в сезоне 2009/10, которая была достигнута под руководством самого Моуринью в качестве тренера.

#### Финалы европейских турниров подряд (2022—2023)
Во второе трансферное окно «Ромы» для подготовки к сезону 2022/23 в соответствии с правилами финансового фэйр-плей (эти ограничения были наложены из-за трансферной политики клуба ещё до прихода Моуринью), римский клуб потратил всего 7 млн евро, а прибывшие игроки были подписаны по свободным трансферам и на условиях аренды, включая турецкого защитника Зеки Челика из «Лилля», сербов Неманью Матича и Миле Свилара, итальянского нападающего Андреа Белотти по свободным трансферам и голландского полузащитника Джорджиньо Вейналдума по аренде из «Пари Сен-Жермен». Самым заметным приобретением «Ромы» в это трансферное окно стало приобретение аргентинского нападающего Пауло Дибалы по свободному трансферу после истечения его контракта с «Ювентусом».
Сезон чемпионата «Рома» начала 14 августа 2022 года с выездной победы над «Салернитаной» со счётом 1:0. После этого римская команда начала четырёхматчевую беспроигрышную серию, а 4 сентября потерпела первое поражение в сезоне, проиграв со счётом 4:0 «Удинезе». Это поражение стало самым крупным в карьере Моуринью в Серии А и третьим в его карьере, когда он проиграл с разницей более чем в 4 мяча в матче высшей лиги. После матча он сказал, что «лучше проиграть одну игру 4:0, чем четыре по 1:0». 1 октября «Рома» одержала первую победу над «Интером» с февраля 2017 года.
До дня дедлайна, после травмы Вейналдума и ухода Матиаса Виньи и Николо Дзаньоло, последний из которых рассорился с руководством клуба, «Рома» вышла на зимний трансферный рынок и подписала норвежского нападающего Олу Сольбаккена на правах свободного агента, гвинейского полузащитника Мади Камара на правах аренды из «Олимпиакоса» и испанского защитника Диего Льоренте на правах аренды из «Лидс Юнайтед». 1 февраля 2023 года «Рома» выбыла из Кубка Италии, проиграв дома «Кремонезе» со счётом 1:2. 28 февраля «Рома» вновь уступила «Кремонезе», одержав первую победу в Серии А за последние 27 лет. После ничьей с «Ювентусом» в начале сезона, 5 марта на «Олимпийском» была одержана победа со счётом 1:0, что позволило «Роме» впервые с сезона 2003/04 остаться непобежденной в матчах с «Ювентусом» в Серии А.
Несмотря на сложный сезон для Моуринью, связанный с непоследовательностью и травмами ключевых игроков, 18 мая он вывел «Рому» во второй подряд европейский финал, обыграв в полуфинале Лиги Европы леверкузенский «Байер» бывшего игрока «Реала» Хаби Алонсо со счётом 1:0, повторив тем самым успех, совершённый во время его работы в «Порту» — выход в европейские финалы в 2003 и 2004 годах. После домашней ничьей с «Салернитаной» (2:2) в Серии А португальский специалист признал, что для «Ромы» «квалификация в Лигу чемпионов была бы больше, чем чудом», не согласившись со словами спортивного директора «Ромы» Тиаго Пинту о том, что квалификация Лиги чемпионов является главной целью «Ромы» на сезон, добавив, что «мы способны творить историю, и мы хотим творить её снова. Но выйти в Лигу чемпионов [через чемпионат], потратив 7 миллионов на [трансферном] рынке, — это не история, это даже не чудо, а Иисус Христос, который отправился в Рим и прогулялся по Ватикану».
По информации Corriere dello Sport, отношения между Моуринью и руководством «Ромы» испортились, так как у обеих сторон были разные взгляды на будущее клуба. Тренер всё больше расстраивался из-за отсутствия финансовой поддержки римского клуба, связанной с ограничениями финансового фэйр-плей, что привело к некоторым разногласиям по поводу возможных трансферов, так как он хотел получить гарантии от владельцев «Ромы», прежде чем посвятить своё будущее клубу, на фоне сообщений о том, что Моуринью ведёт предварительные переговоры о том, чтобы стать новым тренером «Пари Сен-Жермен».
В финале Лиги Европы, состоявшемся 31 мая, Моуринью руководил своим шестым европейским финалом, в котором «Рома» встречалась с «Севильей» и проиграла 4:2 по пенальти после ничьей 1:1 в дополнительное время. Это был первый проигрыш португальца в европейском финале. После вручения медали победителя Жозе подарил свою медаль юному болельщику «Ромы». На пресс-конференции после матча Моуринью сказал, что «хотел остаться» в «Роме», но при этом «хотел, чтобы условия были лучше», поскольку он «устал выступать в роли тренера, пресс-атташе и жаловаться на решения судей».

#### Последний сезон в Риме (2023—2024)
Подготовка к сезону 2023/24 также складывалась в условиях ограничений, связанных с правилами финансового фэйр-плей. Для усиления состава, Моуринью приходилось, как и в прошлом сезоне обходиться свободными трансферами и арендными соглашениями. В «Рому» спустя шесть лет вернулся аргентинский полузащитник Леандро Паредес. Его трансфер из «Пари Сен-Жермен» обошёлся клубу в 2,5 млн евро. Также из ПСЖ был взят в аренду за 1 млн евро португальский хавбек Ренату Санчеш. Из «Лидс Юнайтед» был арендован датский защитник Расмус Кристенсен и продлено арендное соглашение с Диего Льоренте до конца сезона. Из леверкузенского «Байера» был взят в аренду иранский нападающий Сердар Азмун, а в последний день трансферного окна из «Челси» за 5,8 млн евро был арендован Ромелу Лукаку. Приобретение новых нападающих было связано с ужасным выступлением в прошлом сезоне основных нападающих «Ромы»: Андреа Белотти и Тэмми Абрахама (последний к тому же в мае получил разрыв крестообразных связок колена и выбыл на долгий срок). Из свободных агентов в клуб пришли полузащитник Уссем Ауар из «Лиона» и защитник Эван Ндика из «Айнтрахта».
16 января 2024 года, через 2 дня после поражения в выездном матче 20-го тура Серии A 2023/24 от «Милана» со счётом 3:1, Жозе Моуринью был уволен с поста главного тренера «Ромы».

### «Фенербахче»
О назначении Моуриньо главным тренером турецкого «Фенербахче» вместо Исмаила Картала было объявлено 2 июня 2024 года в ходе прямой трансляции в социальных сетях клуба. Позднее стало известно, что контракт заключён по схеме «2+1» с заработной платой 10,8 миллионов долларов без учёта бонусов в год тренеру и более 2,16 миллионов долларов — его помощникам.
По ходу первого сезона команда стабильно набирала очки, однако не смогла обыграть ни одного соперника из первой шестёрки чемпионата Турции. Сыграв вничью с «Самсунспором», «Эюпспором» и «Гёзтепе» и проиграв «Галатасараю» и «Бешикташу», «Фенербахче» после 16 проведённых матчей занимал вторую строчку таблицы с 36 очками.
В Лиге чемпионов УЕФА команда под руководством Жозе Мауриньо завершила выступления на этапе 3-го квалификационного раунда, уступив «Лиллю».
При этом Жозе Моуриньо запомнился сразу несколькими громкими скандалами. В феврале 2025 года «Галатасарай» обвинил португальца в расизме за слова о том, что футболисты на скамейке запасных начали прыгать «как обезьяны». Клуб встал на сторону тренера, заявив, что эти слова были вырваны из контекста, однако дисциплинарная инстанция TFF оштрафовала и дисквалифицировала Моуриньо на два матча за оскорбления соперников и ещё на два — за выражение недовольства судьями и нанесение урона имиджу всего турецкого футбола после слов благодарности словенскому судье.
Громким скандалом завершился матч четвертьфинала Кубка Турции между «Галатасараем» и «Фенербахче». После поражения своей команды на домашнем поле со счётом 1:2, Моуриньо подошёл со спины к главному тренеру соперника Окану Буруку и ущипнул его за нос. Тот упал на газон, схватившись за лицо, а клуб обвинил Моуринью в «физическом нападении» на турецкого специалиста. В итоге португалец получил ещё одну дисквалификацию — на три матча. При этом изначально рассматривалась возможность отстранения тренера на срок от пяти до 10 матчей, но наказание смягчили с учётом провокационного поведения самого пострадавшего.

## Тренерский стиль

### Тактические расстановки
Сегодня в футболе, по крайней мере на элитном уровне, Моуринью стоит особняком. Он присутствовал на величайшем тренерском семинаре всех времён [в «Барселоне» в середине 90-х годов], в ходе которого зародилась игра, какой мы знаем её сейчас. Вот только он унёс с него совсем не то, что записали остальные участники. Упомянутая выше восьмёрка [будущих тренеров, которые также работали в клубе] проповедует проактивный, основанный на владении мячом футбол, который в клубе начал внедрять Вик Букингем, разработал Ринус Михелс и довёл до совершенства Йохан Кройф. Моуринью был другим. Он верил в реактивный футбол. Он был аутсайдером, изгоем, который теперь упивается ролью темного лорда. Субботняя игра с «Манчестер Юнайтед» была типична. Другие тренеры, проводя домашний матч, победа в котором практически обеспечила бы им титул, скорее всего, чувствовали бы необходимость атаковать. Моуринью [как тренер «Челси»] же отрядил центрального защитника Курта Зума в полузащиту, окопался в обороне и выиграл, владея мячом 28% времени.
Моуринью отмечают за его тактическое мастерство, управление игрой, и адаптацию к различным ситуациям. Обычной особенностью его команд является игра с тремя или более центральными полузащитниками, так как португалец подчёркивает, что превосходство в полузащите имеет решающее значение для победы в матчах. Будучи тренером «Порту», Моуринью использовал ромбовидную расстановку 4-4-2, при которой его полузащита, состоящая из Коштиньи или Педру Мендеша в качестве защитника, Манише и Дмитрия Аленичева в качестве широких центральных полузащитников и Деку на острие, действовала как единое целое, а не как набор отдельных игроков, обеспечивая «Порту» превосходство в полузащите и позволяя защитникам двигаться вперёд.
В течение первых двух лет работы в «Челси» Моуринью использовал расстановку 4-3-3, в которой Клод Макелеле играл роль опорного полузащитника. Это дало «Челси» преимущество в три против двух в полузащите по сравнению с большинством английских команд, игравших в то время 4-4-2, и помогло английскому клубу выиграть титулы Премьер-лиги в 2004/05 и 2005/06 годах. Моуринью объяснил:
Смотрите: если у меня есть треугольник в полузащите — Клод Макелеле позади и двое игроков перед ним, тогда у меня всегда будет преимущество против 4-4-2, в которой центральные полузащитники скатываются на фланги. У меня всегда будет лишний игрок в центре. Все начинается с Макелеле, который оказывается между линиями. Если никто не будет за ним присматривать, у него появится возможность видеть всё поле и время для принятия решений. Если же его закроют, один из двух оставшихся игроков останется свободным. Чтобы закрыть всех, сопернику придётся прибегнуть к помощи крайних полузащитников, в этом случае появится пространство на флангах для наших вингеров или фулбеков. Классические 4-4-2 никоим образом не могут нас остановить.
Подписание Андрея Шевченко заставило Моуринью перейти на 4-1-3-2 в сезоне 2006/07. В «Интере» он выиграл свой первый титул в Серии А, чередуя 4-3-3 и «ромб», а во втором сезоне приобретение Самуэля Это’о, Диего Милито, Уэсли Снейдера и Горана Пандева, а также Тиагу Мотты позволило ему играть в расстановке 4-2-3-1, фактически превратившись в чистую 4-5-1 без мяча, с которой он выиграл требл в том сезоне.
Будучи тренером «Реала» с 2010 по 2013 год, Моуринью использовал ещё более гибкую схему 4-2-3-1, в которой Хаби Алонсо и Сами Хедира играли опорных полузащитников, Месут Озиль — атакующего полузащитника, а Криштиану Роналду и Анхель Ди Мария по флангам — одинокого нападающего Карима Бензема. Эта схема позволяла проводить быстрые контратаки, а четыре нападающих могли играть на любой из четырёх позиций в атаке. В сезоне 2011/12 «Мадрид» выиграл Ла Лигу, на 9 очков опередив занявшую второе место «Барселону» и побив множество рекордов, включая набранные очки (100) и забитые голы (121). Во всех трёх сезонах Моуринью в «Мадриде» команда неизменно доходила до полуфинала Лиги чемпионов. Контратакующая система, впервые примененная португальцем, с её вариациями продолжала успешно использоваться в Мадриде его преемниками Карло Анчелотти и Зинедином Зиданом.
Моуринью хвалят за его быструю реакцию на события игры. В 2013 году в матче Лиги чемпионов с «Манчестер Юнайтед» на «Олд Траффорд», когда «Реал Мадрид» проигрывал 0:1 и стоял перед угрозой неминуемого вылета, Нани был удалён за опасную игру против Альваро Арбелоа. Моуринью быстро ввёл в игру Луку Модрича и перевёл Сами Хедиру на правый фланг, где у «Манчестер Юнайтед» был численный перевес из-за красной карточки Нани. Это вынудило тренера «Юнайтед» Алекса Фергюсона перевести Дэнни Уэлбека из полузащиты на этот фланг, освободив тем самым Хаби Алонсо, и два быстрых гола перевернули ход матча в пользу «Мадрида».
Португалец также известен тем, что всегда хорошо знает своего следующего соперника и тактически переигрывает других тренеров в матчах. В домашней игре плей-офф Лиги чемпионов 2004 года между «Порту» и «Манчестер Юнайтед» сэра Алекса Фергюсона, Моуринью уже утверждал, что слабым местом «Юнайтед» являются фланги, особенно левый, где Квинтона Форчуна защищал Райан Гиггз. Центральная пара Манише и Деку нацелилась на этот фланг своими нитевидными передачами, а Дмитрий Аленичев посеял хаос. В первом тайме Бенни Маккарти установил равный счёт, а затем, когда «Юнайтед» сосредоточился на обороне слева, «Порту» перешёл на другой фланг, где Маккарти смог обойти Гари Невилла и Уэса Брауна и забить победный гол.
Моуринью также признан за его внимание к деталям, организационное планирование и общение во время матча. В плей-офф Лиги чемпионов 2013/14 против «Пари Сен-Жермен», когда «Челси» нужен был один гол в течение 10 минут, чтобы пройти дальше, он сыграл рискованно 4-1-2-3 в последней четверти, что привело к победному голу Демба Ба. После игры Моуринью сказал, что его команда слишком много работала над тремя альтернативными расстановками на тренировках:
Вчера мы тренировались с тремя разными схемами, которые использовали: той, с которой мы начали, другой без [Фрэнка] Лэмпарда и, наконец, с Дембой и Фернандо [Торресом], и игроки знали, что делать.
Когда Ба забил победный мяч, Моуринью бросился к боковой линии «праздновать», но после этого он сказал, что бежал в основном для того, чтобы сообщить Торресу и Ба их позиционные указания на оставшиеся шесть минут поединка, что подтверждается фотографиями. В обязанности Ба входило располагаться около защиты и следовать за Алексом, если он выйдет вперёд, а Торреса — опекать Максвелла.
16 апреля 2017 года «Манчестер Юнайтед» Моуринью обыграл лидирующий в чемпионате «Челси» со счётом 2:0. Во время игры португалец дал указание Андеру Эррере сдерживать Эдена Азара. Эта тактика оказалась эффективной, поскольку Азар и «Челси» были выведены из строя на большую часть игры. Ранее не испытанное ударное партнёрство Маркуса Рашфорда и Джесси Лингарда также создало проблемы для обороны «синих», причём первый открыл счёт на 7-й минуте. Тактическая организация Моуринью на протяжении всего матча вызвала похвалу в футбольном мире.

### Имидж
Некоторые игроки и тренеры считают Моуринью одним из лучших специалистов своего поколения и одним из величайших тренеров всех времен. В 2010 году Пеп Гвардиола назвал Моуринью «возможно, лучшим тренером в мире». Полузащитник «Челси» Фрэнк Лэмпард заявил, что португалец — лучший тренер, у которого он когда-либо работал .
Однако многие тактические решения Моуринью были подвергнуты критике. На протяжении всей его карьеры его иногда обвиняли в том, что он играет в оборонительный, скучный футбол, чтобы добиться результата. В 2011 году Мортен Ольсен пришёл к выводу, что ему «не нравится его персона и то, какой футбол он прививает командам». Кроме того, Йохан Кройф в том же году заявил: «Моуринью — негативный тренер. Он беспокоится только о результате и не слишком думает о хорошем футболе».
Моуринью, наряду с его соотечественником Криштиану Роналду, приписывают заслугу в изменении судьбы португальского футбола в 2010-х и 2020-х годах.

## Достижения в качестве тренера

### Командные
«Порту»

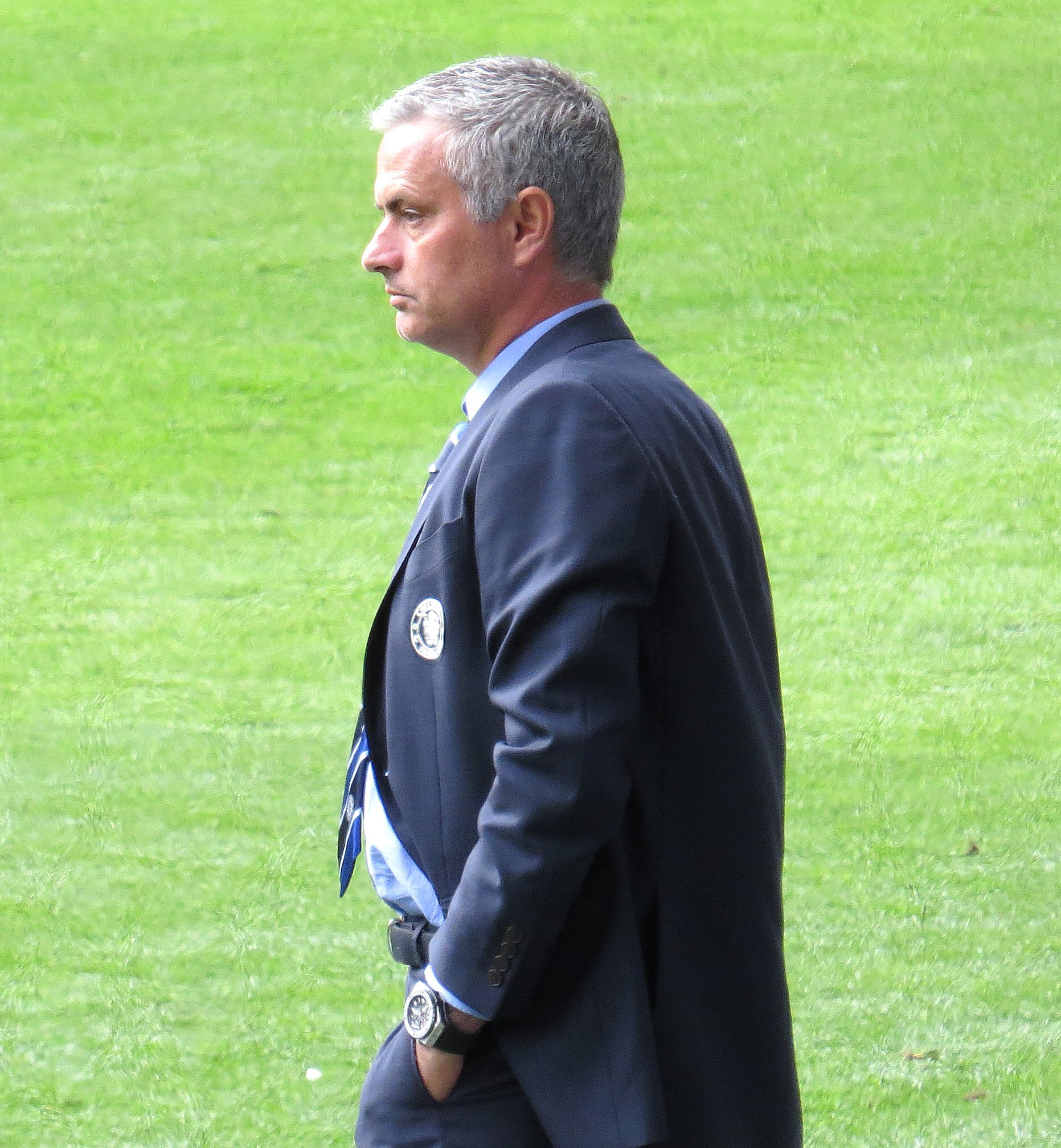
Моуринью на боковой линии матча против «Лестер Сити» в августе 2014 года

- Чемпион Португалии (2): 2002/03, 2003/04
- Обладатель Кубка Португалии: 2002/03
- Обладатель Суперкубка Португалии: 2003
- Победитель Лиги чемпионов УЕФА: 2003/04
- Обладатель Кубка УЕФА: 2002/03

«Челси»
- Чемпион Англии (3): 2004/05, 2005/06, 2014/15
- Обладатель Кубка Англии: 2006/07
- Обладатель Кубка Футбольной лиги (3): 2004/05, 2006/07, 2014/15
- Обладатель Суперкубка Англии: 2005

«Интернационале»
- Чемпион Италии (2): 2008/09, 2009/10
- Обладатель Кубка Италии: 2009/10
- Обладатель Суперкубка Италии: 2008
- Победитель Лиги чемпионов УЕФА: 2009/10

«Реал Мадрид»
- Чемпион Испании: 2011/12
- Обладатель Кубка Испании: 2010/11
- Обладатель Суперкубка Испании: 2012

«Манчестер Юнайтед»
- Обладатель Кубка Футбольной лиги: 2016/17
- Обладатель Суперкубка Англии: 2016
- Победитель Лиги Европы УЕФА: 2016/17

«Рома»
- Победитель Лиги конференций УЕФА: 2021/22
- Финалист Лиги Европы УЕФА: 2022/23

### Личные
- Тренер сезона английской Премьер-лиги (3): 2005, 2006, 2015[303]
- Тренер месяца английской Премьер-лиги (4): ноябрь 2004, январь 2005, март 2007, ноябрь 2020
- Тренер года португальской Премьер-лиги (2): 2003, 2004
- Футбольный тренер года в Италии (2): 2009, 2010
- Тренер года в Испании: 2012
- Обладатель трофея «Золотая скамья»: 2010
- Приз Мигеля Муньоса (2): 2011, 2012
- Тренер года УЕФА (2): 2003, 2004
- Команда года по версии УЕФА: Лучший главный тренер (4): 2003, 2004, 2005, 2010
- Тренер года по версии Onze d’Or (2): 2005, 2010
- Футбольный тренер года ФИФА: 2010
- Лучший клубный тренер мира по версии МФФИИС (4): 2004, 2005, 2010, 2012
- World Soccer Magazine Лучший тренер года (3): 2004, 2005, 2010[304]
- Лучший португальский тренер за рубежом (2): 2009, 2010
- Награда АФЖ за заслуги перед футболом: 2014
- Человек года «La Gazzetta dello Sport»: 2010
- Тренер года по версии Globe Soccer Awards: 2012
- 3-й лучший тренер в истории футбола по версии World Soccer: 2013[305][306]
- 9-й лучший тренер в истории футбола по версии ESPN: 2013[307]
- 13-й лучший тренер в истории футбола по версии France Football: 2019[308]
- Великий офицер Ордена Инфанта дона Энрике
- Введён в Зал славы итальянского футбола: 2022[309]

## Тренерская статистика
| Команда           | Начало работы    | Завершение работы | Показатели | Показатели | Показатели | Показатели | Показатели | Показатели | Показатели | Показатели |
| Команда           | Начало работы    | Завершение работы | М          | В          | Н          | П          | МЗ         | МП         | РМ         | % побед    |
| ----------------- | ---------------- | ----------------- | ---------- | ---------- | ---------- | ---------- | ---------- | ---------- | ---------- | ---------- |
| Бенфика           | 20 сентября 2000 | 5 декабря 2000    | 11         | 6          | 3          | 2          | 17         | 9          | +8         | 054,55     |
| Униан Лейрия      | июль 2001        | 20 января 2002    | 20         | 9          | 7          | 4          | 34         | 20         | +14        | 045,00     |
| Порту             | 23 января 2002   | 26 мая 2004       | 127        | 91         | 21         | 15         | 254        | 96         | +158       | 071,65     |
| Челси             | 2 июня 2004      | 20 сентября 2007  | 185        | 124        | 40         | 21         | 330        | 118        | +212       | 067,03     |
| Интернационале    | 2 июня 2008      | 28 мая 2010       | 108        | 67         | 26         | 15         | 185        | 94         | +91        | 062,04     |
| Реал Мадрид       | 31 мая 2010      | 1 июня 2013       | 178        | 128        | 28         | 22         | 475        | 168        | +307       | 071,91     |
| Челси             | 3 июня 2013      | 17 декабря 2015   | 136        | 80         | 29         | 27         | 245        | 122        | +123       | 058,82     |
| Манчестер Юнайтед | 27 мая 2016      | 18 декабря 2018   | 144        | 84         | 32         | 28         | 244        | 121        | +123       | 058,33     |
| Тоттенхэм Хотспур | 20 ноября 2019   | 19 апреля 2021    | 86         | 44         | 19         | 23         | 166        | 103        | +63        | 051,16     |
| Рома              | 1 июля 2021      | 16 января 2024    | 138        | 68         | 31         | 39         | 213        | 143        | +70        | 049,28     |
| Фенербахче        | 2 июня 2024      | н.в.              | 55         | 33         | 12         | 10         | 119        | 64         | +55        | 060,00     |
| Итого             | Итого            | Итого             | 1188       | 734        | 248        | 206        | 2282       | 1058       | +1224      | 061,78     |

- Обладатель самой длинной в мировом клубном футболе серии без домашних поражений в национальных чемпионатах[316]. Команды под его руководством не проиграли ни одного домашнего матча в чемпионатах своих стран с 23 февраля 2002 года («Порту» — «Бейра-Мар» 2:3[317]) по 2 апреля 2011 года («Реал» Мадрид — «Спортинг» Хихон 0:1). Серия длилась 150 матчей[318] (с «Порту» — 38 (+36=2), с «Челси» — 60 (+46=14), с «Интером» — 38 (+29=9), с «Реалом» — 14 (+14)).

## Вне футбола

### Внимание СМИ и конфликты

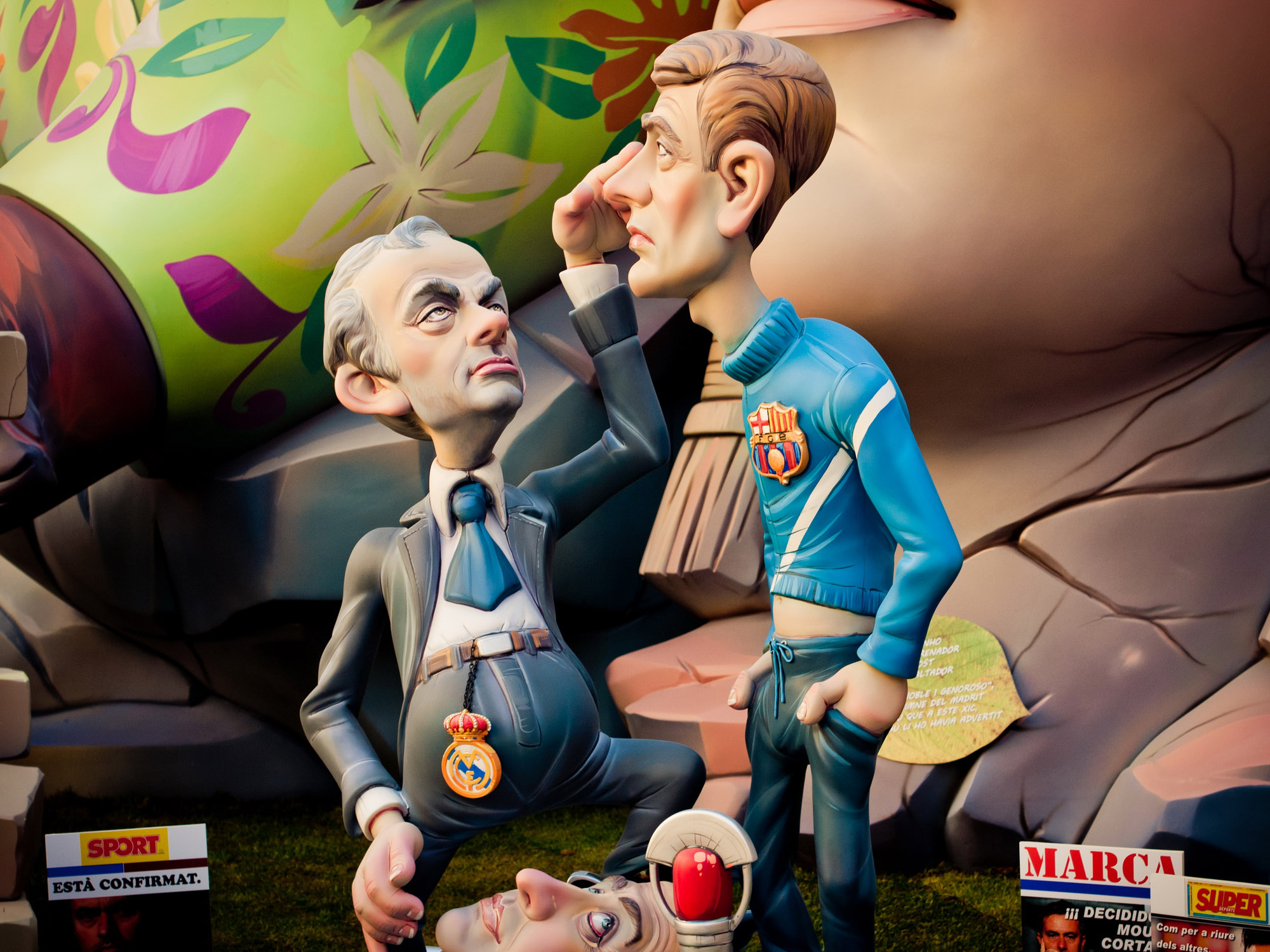
Моуринью был освистан в Испании после инцидента, когда он ткнул в глаз тогдашнему помощнику тренера «Барселоны» Тито Виланове

В конце матча между «Порту» и лиссабонским «Спортингом» (1:1) Моуринью выхватил из рук Витора Баии майку, которой тот обменялся с игроком-соперником Руем Жорже: по поводу этого эпизода тренер заявил, что хочет избежать братания своих игроков с соперниками. Моуринью также рассказал, что перед финалом Лиги чемпионов ему угрожал убийством по телефону молодой человек, личность которого так и не была установлена.
После матча Лиги чемпионов между «Челси» и «Барселоной» в марте 2005 года Моуринью обвинил судью Андерса Фриска и тренера «Барселоны» Франка Райкарда в нарушении правил ФИФА, поскольку они встретились в перерыве матча. Португалец намекнул, что судья был предвзят и поэтому удалил нападающего «Челси» Дидье Дрогба во втором тайме. Фриск заявил, что отказался говорить с подошедшим к нему в подтрибунном помещении Райкардом. Впоследствии Фриск начал получать угрозы расправы от разгневанных болельщиков, что заставило его завершить карьеру. Глава судей УЕФА Фолькер Рот назвал Моуринью «врагом футбола», хотя УЕФА дистанцировался от этого комментария. После расследования инцидента Моуринью был дисквалифицирован на два матча, также «Челси» и тренер были оштрафованы УЕФА, хотя организация подтвердила, что не считает Моуринью лично ответственным за уход Фриска из судейства.
2 июня 2005 года Моуриньо был оштрафован на 200 000 фунтов за встречу с тогдашним защитником «Арсенала» Эшли Коулом в январе того же года. На встрече обсуждались условия трансфера, когда Коул ещё был на контракте с «Арсеналом», что являлось нарушением правил Премьер-лиги. Позднее, после слушания в августе, штраф был сокращён до 75 000 фунтов стерлингов. Позже в том же году Моуриньо назвал тренера «Арсенала» Арсена Венгера «вуайеристом» в связи с «одержимостью» последнего «Челси». Венгер был взбешён этим замечанием и подумывал о том, чтобы подать на Моуринью в суд. Два тренера помирились после того, как португалец признался, что сожалеет о сказанном. В феврале 2014 года Моуринью назвал Венгера «специалистом по провалам».

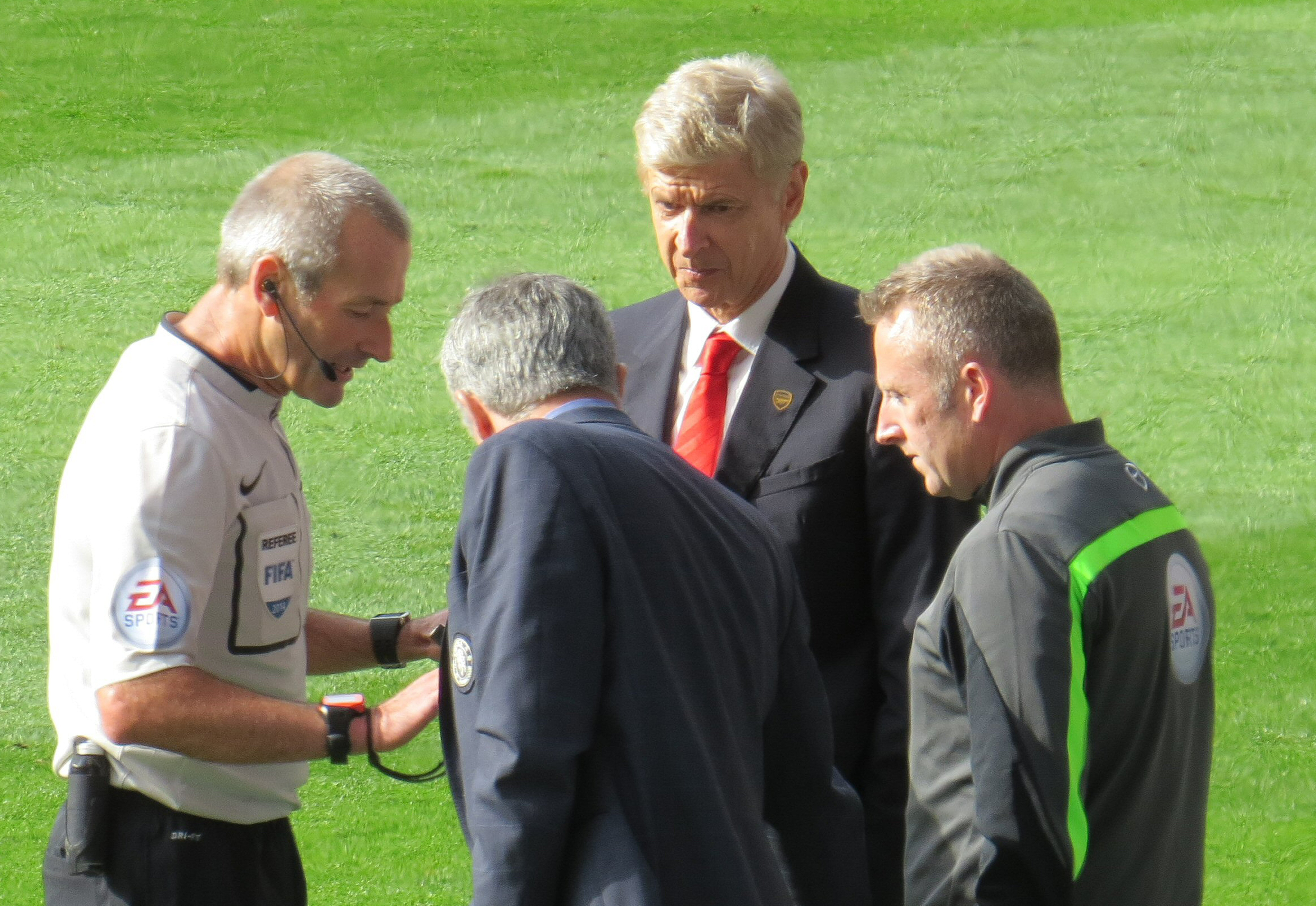
Арсен Венгер (красный галстук) и Моуринью (в центре). Венгер был среди тренеров, с которыми Моуринью конфликтовал

В ноябре 2010 года в матче Лиги чемпионов 2010/11 против «Аякса» в конце матча, когда «Реал Мадрид» вёл со счётом 4:0, два игрока «Реала» на последних минутах получили вторые жёлтые карточки за затяжку времени. В результате этого они получили дисквалификацию за перебор жёлтых на последний матч группового этапа, который ничего не решал. В итоге «Реал Мадрид» получил потенциальное преимущество в связи с «обнулением» полученных предупреждений важных игроков перед 1/8 финала. После расследования УЕФА было высказано предположение, что это была преднамеренная уловка по указанию Моуринью с использованием двух игроков на замене. В результате УЕФА обвинил португальца и ещё четверых игроков (Хаби Алонсо, Серхио Рамоса, Икера Касильяса и Ежи Дудека) в неподобающем поведении. Хотя Моуринью отрицал обвинения, он был оштрафован на 33 500 фунтов стерлингов и получил одноматчевую дисквалификацию в Лиге чемпионов. 26 февраля 2011 года в аэропорту Ла-Коруньи Моуринью чуть не зарезал болельщик «Депортиво», о чём сообщила испанская газета Каденасер. Засада была предотвращена сотрудником службы безопасности «Реала», который был ранен острым предметом, защищая португальского тренера, который намеревался раздавать автографы. 5 марта на пресс-конференции Моуринью подтвердил инцидент, но заявил, что ничего не заметил и что не боялся и не боится по какой-либо причине. 17 августа 2011 года во время финала Суперкубка Испании 2011 года, Моуринью ткнул пальцем в глаз ассистенту тренера «Барселоны» Тито Виланове во время потасовки в конце игры. После игры португалец никак не прокомментировал этот инцидент, заявив лишь, что не знает, кто такой «Пито» Виланова, а «пито» на испанском сленге означает пенис.
8 августа 2015 года во время матча «Челси» — «Суонси Сити» (2:2), Моуринью повздорил с членом медицинского персонала «синих», доктором Евой Карнейро, за задержку возобновления игры в попытке оказать помощь Эдену Азару. Карнейро, которая сначала была отстранена от работы, а затем уволена, подала судебный иск против клуба и Моуринью. В июне 2016 года стороны достигли мирового соглашения. Дело было урегулировано во внесудебном порядке.
23 октября 2016 года, когда «Манчестер Юнайтед» Моуринью проигрывал 0:4 «Челси» на «Стэмфорд Бридж», главный тренер «Челси» Антонио Конте помахал рукой домашней толпе, призывая её больше шуметь, чтобы поддержать команду. В конце матча португалец пожал руку Конте и что-то сказал ему на ухо, а СМИ утверждали, что Моуринью обвинил Конте в попытке унизить «Юнайтед» своими действиями. Оба специалиста отказались подтвердить или опровергнуть это сообщение, но Конте оспорил утверждения о том, что он пытался разозлить Моуринью. Полузащитник «Челси» Педро поддержал Конте, заявив, что реакция португальца была вырвана из контекста. В январе 2018 года оба тренера продолжили обмениваться оскорблениями, при этом Конте назвал Моуринью «маленьким человечком».

## Личная жизнь
Отец — Фелиш Моуринью (1938—2017), футболист, тренер. Мать — Мария Жулия Карражола душ Сантуш (1939), учительница начальной школы.

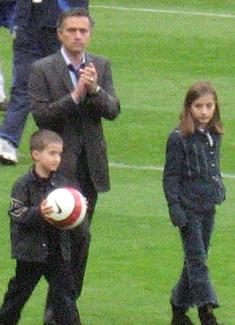
Моуринью со своими детьми (Жозе-младший и Матильда) в 2007 году

Моуриньо познакомился со своей женой Матильдой «Тами» Фариа, уроженкой Анголы, когда они были подростками в Сетубале, Португалия, и пара поженилась в 1989 году. Их первый ребёнок, дочь Матильда, родилась в 1996 году, а четыре года спустя у них родился первый сын, Жозе Марио-младший. Моуринью, посвятив себя футболу, называет свою семью центром своей жизни и говорит, что «самое важное — это моя семья и быть хорошим отцом». Он был выбран человеком года по версии журнала New Statesman в 2005 году и был описан как человек, преданный как своей семье, так и работе.
Моуриньо также принимал участие в социальных инициативах и благотворительной деятельности, помогая в молодёжном проекте, объединяющем израильских и палестинских детей с помощью футбола, и пожертвовал свой «счастливый» пиджак в фонд помощи пострадавшим от цунами, заработав 22 000 фунтов стерлингов для благотворительной организации. После своего назначения в 2014 году он выступает в качестве глобального посла Всемирной продовольственной программы ООН.
Широко известный своим сильным характером, изысканным стилем одежды и причудливыми комментариями на пресс-конференциях, Моуринью получил известность и вне футбольных кругов, снявшись в европейских рекламных кампаниях Samsung, American Express, Braun, Jaguar, Adidas и др. Неофициальная биография Моуринью под названием "Победитель — от Сетубала до «Стэмфорд Бридж» (порт. O Vencedor — De Setúbal a Stamford Bridge) стала бестселлером в Португалии. Однако Моуринью не давал разрешения на издание биографии и безуспешно пытался предотвратить публикацию книги.
Моуринью был участником необычного события в мае 2007 года, когда он был арестован за то, что помешал сотрудникам службы защиты животных поместить его собаку в карантин. Собака не была достаточно привита, но ситуация разрешилась после того, как её вернули в Португалию, а португалец получил полицейское предупреждение.
Моуринью является римским католиком и говорит: «Я верю полностью, четко. Каждый день я молюсь; каждый день я разговариваю с Ним. Я не хожу в церковь каждый день, даже не каждую неделю. Я хожу, когда чувствую, что мне это необходимо. И когда я в Португалии, я всегда хожу». Помимо родного португальского языка, Жозе в разной степени свободно говорит на испанском, итальянском, французском, каталонском и английском языках. Моуринью был выбран для озвучивания Папы Франциска в одобренном Ватиканом португальском анимационном фильме, посвящённом столетию явления Богоматери в Фатиме в 2017 году.
23 марта 2009 года Моуринью был удостоен степени доктора honoris causa Лиссабонского технического университета за достижения в футболе. В декабре 2011 года он был назван «Рок-звездой года» испанским журналом Rolling Stone. Моуриньо согласился выступить на чемпионате мира 2018 года в качестве аналитика на российском телеканале RT. В 2019 году Моуринью начал вести шоу на канале RT под названием «В поле зрения Жозе Моуринью» (англ. On the Touchline with José Mourinho), в котором он освещал Лигу чемпионов УЕФА 2019 года. В августе того же года португалец присоединился к британской телекомпании Sky Sports в качестве эксперта на трансляциях Премьер-лиги.
Он посетил Гану во время турнира Кубка африканских наций 2008 года, который проходил в Гане, описав поездку как «невероятный опыт».